# Bahía de Algeciras
La bahía de Algeciras (en inglés: Bay of Gibraltar) se encuentra situada en el sur de la península ibérica, en la orilla norte del estrecho de Gibraltar. Comprende el tramo de costa delimitado por punta Carnero y punta Europa con un fondo de unos 10 km, una anchura mínima de 8 km, una superficie de 7500 ha y con profundidades de hasta 400 m. Su ribera pertenece de oeste a este y en sentido horario a los municipios españoles de Algeciras, Los Barrios, San Roque y La Línea de la Concepción y al territorio británico de Ultramar de Gibraltar con una población total superior a los 250 000 habitantes. 
Posee una compleja historia geológica condicionada por su posición entre tres placas tectónicas y la superposición de al menos tres series estratigráficas de rocas sedimentarias datadas desde el Mesozoico hasta el Oligoceno. Geomorfológicamente se origina tras la sedimentación fluvial y marina en un antiguo valle fluvial y junto al promontorio rocoso del peñón de Gibraltar.
Sus valores naturales son resultado de su situación geográfica entre el océano Atlántico y el mar Mediterráneo y entre el continente europeo y africano. Es lugar de paso de especies migradoras tanto de aves como de cetáceos. Su flora y fauna residente participa de varias provincias biogeográficas siendo muy importante el componente endémico de la región. Varios de los ecosistemas presentes se encuentran protegidos mediante diversas figuras medioambientales si bien el intenso proceso de urbanización y las instalaciones portuarias presentes han provocado durante la segunda mitad del siglo XX una fuerte degradación del medio ambiente.
La presencia humana en la bahía de Algeciras está constatada al menos desde hace 600 000 años por el hallazgo de herramientas líticas pertenecientes al tecnocomplejo Achelense vinculadas a Homo heidelbergensis. Fue lugar de refugio de las últimas poblaciones de Homo neanderthalensis según las investigaciones realizadas con los restos óseos localizados en Gibraltar. El primer asentamiento estable del que se tiene constancia en la zona es el de la ciudad fenicia de Carteya, una importante colonia comercial del siglo VII a. C. Durante el siglo I la economía de la región estaba basada en la pesca y el procesamiento de productos derivados de esta con dos activos puertos, el ya comentado de Carteya y el de Iulia Traducta. A partir del año 711 tras la conquista musulmana de la península ibérica los asentamientos humanos de la región desempeñarán un importante papel en el comercio entre Europa y África con la ciudad de Al-Yazirat Al-Hadra como centro administrativo. Será a partir de la Toma de Gibraltar en 1704 y como consecuencia de esta cuando aparezcan los actuales núcleos de población.
A día de hoy la bahía de Algeciras es un lugar de fuerte actividad económica con un importante polo industrial dedicado fundamentalmente a la transformación de productos derivados del petróleo y de los importantes  puertos de Gibraltar y de Algeciras, especializados en el trasvase de combustible y el tráfico de pasajeros el primero y en el transporte de mercancías el segundo.

## Geografía

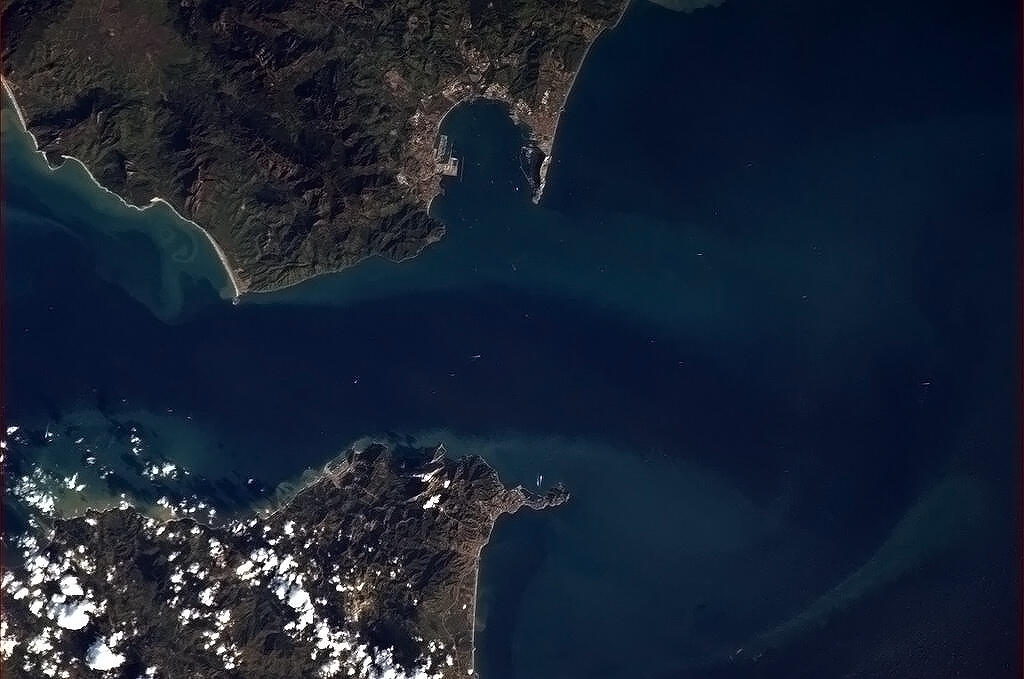
Situación de la bahía de Algeciras en el estrecho de Gibraltar.

La bahía de Algeciras se encuentra situada en el extremo sur de la península ibérica delimitada por el tramo de costa localizado entre punta Europa y punta Carnero. Sus aguas ocupan aproximadamente un área de 70 km² y un volumen de 6,2 km³ que se comunican con las del mar Mediterráneo a través de los 8000 metros que separan sus puntos límites. Tiene forma casi circular y alcanza su máxima anchura en los 9200 m. La máxima profundidad se alcanza en los 460 m situados en la boca de la bahía y que se corresponde con el denominado cañón de Algeciras que nace en los alrededores de la desembocadura de los ríos Palmones y Guadarranque.
Las aguas de la bahía de Algeciras son ligeramente más frías que las de las zonas circundantes del mar de Alborán y el estrecho de Gibraltar, posiblemente por efecto de la penetración y ascenso brusco de las corrientes profundas provenientes del Mediterráneo. Las mareas tienen poca importancia situándose el máximo mareal en los 0,8 m de forma casi constante a lo largo de toda la ribera.

### Historia geológica
La bahía de Algeciras como unidad geomorfológica tuvo su génesis en la acumulación de sedimentos a lo largo del Cuaternario en los valles fluviales y el istmo de Gibraltar. La historia geológica de esta zona geográfica es aún objeto de estudio debido a que su peculiar situación como límite de tres placas tectónicas, la africana, la ibérica y la de Alborán. Los continuos movimientos de éstas desde el Cretácico han dado lugar a la superposición de al menos cuatro unidades geológicas diferentes.
Desde finales de Cretácico hasta principio del Eoceno tuvo lugar una primera fase orogénica en la que se formó una cordillera o masa de tierra elevada en el mar de Alborán que sería poco después erosionada para formar fuertes depósitos sedimentarios. Durante el Eoceno superior la orogenia pirenaica provocó la elevación de las rocas sedimentarias formadas en la cuenca y la formación de la cordillera Penibética. Al tiempo se producía la apertura de una comunicación en la actual depresión del Guadalquivir entre los mares situados a ambas orillas del Estrecho. Se formó en este momento una cordillera sin solución de continuidad entre las orillas norte y sur del Estrecho, el denominado arco de Gibraltar, al tiempo que el mar de Alborán adquiría mayor profundidad. Durante el Mioceno cesaron o se ralentizaron los movimientos tectónicos en la zona rellenándose el paso de la depresión Bética de sedimentos procedentes de las nuevas cordilleras hasta cerrarse la comunicación entre el océano Atlántico y el Mediterráneo.
A lo largo del Mioceno el mar Mediterráneo se desecó tras quedar aislado del océano. De este modo quedó el arco del Estrecho como barrera y punto más débil frente a la presión ejercida por el océano Atlántico. En este momento se formó el cañón de Algeciras, máxima profundidad de la bahía, por la erosión de los ríos Palmones y Guadarranque sobre la antigua plataforma oceánica. Aunque no se conoce bien cómo pudo suceder, durante el Plioceno superior se abrió el paso del estrecho de Gibraltar. Ciertas teorías apuntan a un cambio brusco en el régimen pluviométrico ocasionado por un cambio en el clima que pudo desmantelar la cordillera del arco de Gibraltar, otras teorías achacan esta ruptura al establecimiento de un nuevo régimen tectónico que provocaría un cambio de dirección en las placas Africana e Ibérica a partir del Tortoniense. Tras la apertura del Estrecho los posteriores procesos erosivos y sedimentarios darían lugar a una línea de costa abrupta con profundos valles fluviales resultado de los periodos en los que el Mediterráneo permaneció seco (valles del Guadarranque-Palmones). Estos valles serían rellenados por sedimentos durante épocas posteriores hasta conformar la línea de costa actual.

### Geología y geomorfología

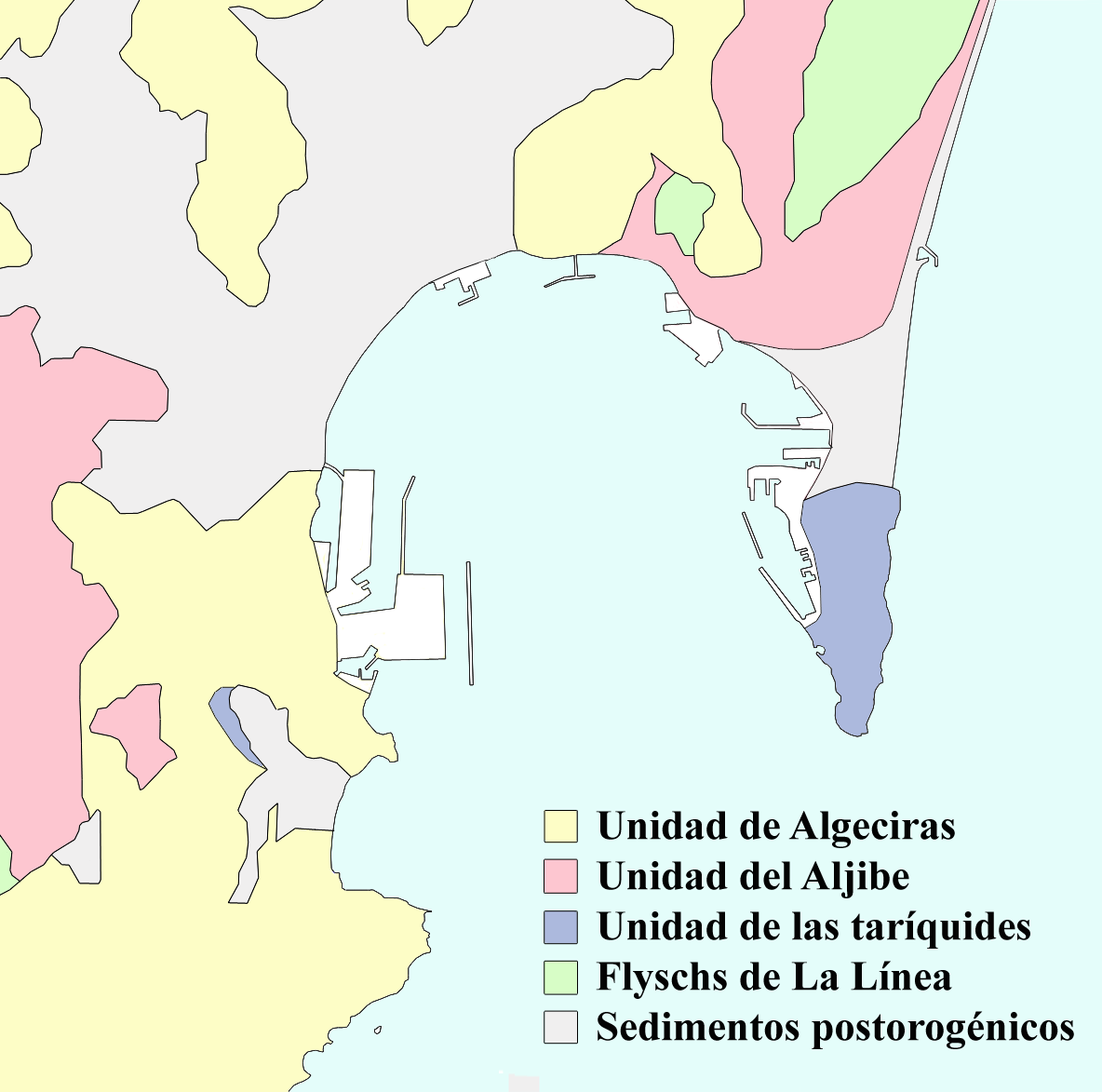
Unidades geológicas de la bahía de Algeciras.

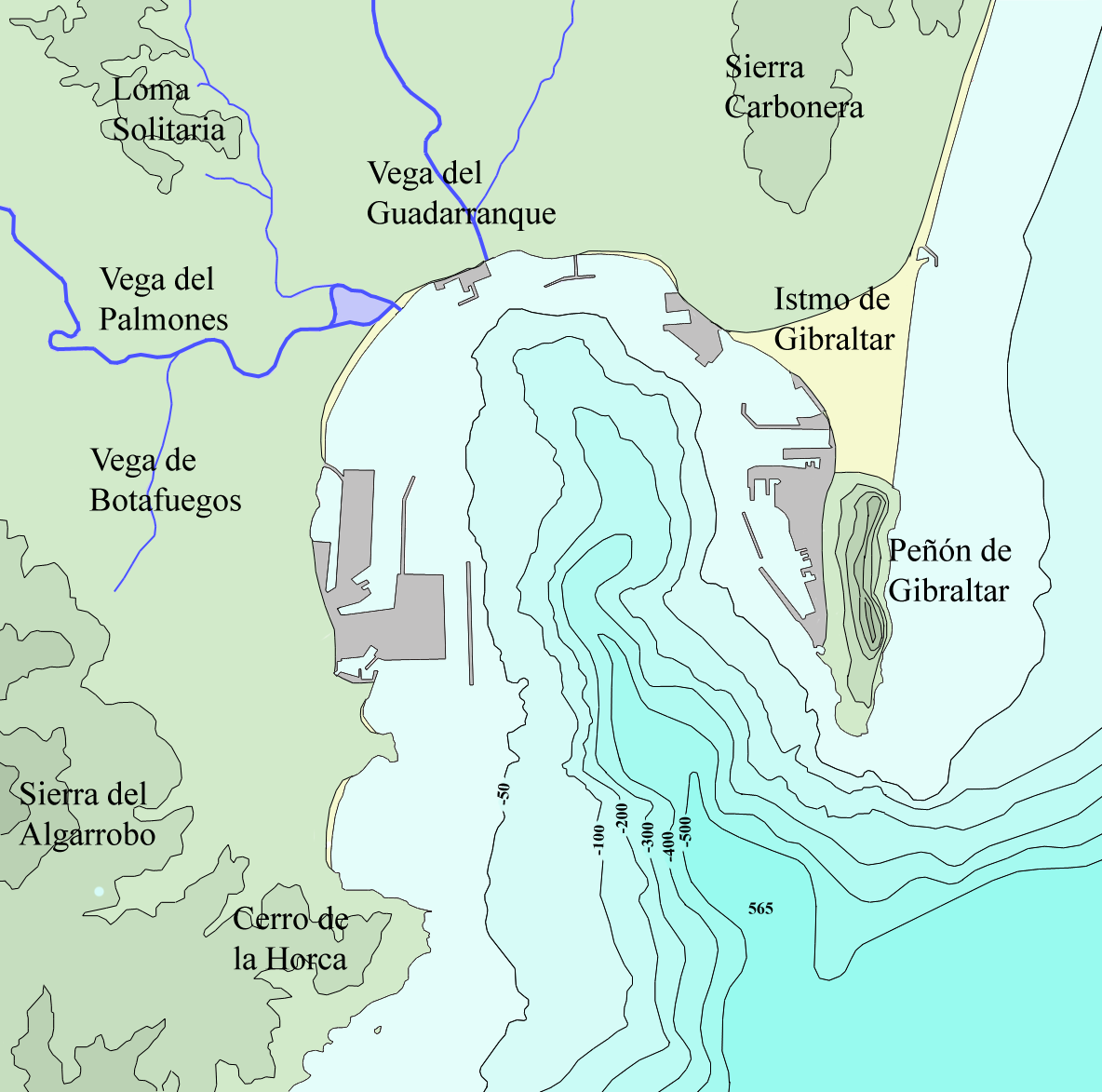
Relieve de la bahía de Algeciras.

De todos estos procesos deviene la actual geología de la región, similar a la del resto de las cordilleras bética y rifeña aunque más compleja debido a su posición como punto extremo del arco formado por ambas. El principal elemento geológico y responsable último de la formación de la bahía es el peñón de Gibraltar, un promontorio rocoso de 426 m de altura con un acusado buzamiento en su cara oeste y abruptos acantilados en su cara este y en el sur. Este forma parte de la denominada unidad de las Taríquides compuesta por calizas mesozoicas que tienen afloramientos muy discontinuos a lo largo de toda la cordillera bético-rifeña y que en la bahía de Algeciras tiene un equivalente en la cantera de Los Pastores, Algeciras. En el peñón de Gibraltar aparecen tres series estratigráficas formadas por diferentes tipos de calizas, dolomías, margas y pelitas. Estas series están datadas en el Triásico superior (Carniense), Sinemuriense superior y Lías medio (Domeriense) y se desconoce su relación con otras series adyacentes. En la cantera de Los Pastores, al otro lado de la bahía, aparecen también tres series estratigráficas de similar composición pero datadas en el Trías, el Lías-Dogger, y el Malm-Cretácico superior. Se ignora el origen de la unidad de las Taríquides existiendo diversas teorías que apuntan a su origen alóctono respecto del resto de unidades béticas.
Salvo estos dos afloramientos comentados el resto del área se corresponde con la unidad de Algeciras, perteneciente al complejo del Campo de Gibraltar. La unidad de Algeciras ocupa una posición inferior en el Complejo y sobre ella cabalga la unidad  del Aljibe en la mayor parte de la comarca. Sin embargo en las proximidades de la bahía de Algeciras la unidad de Algeciras aparece individualizada formando las sierras más cercanas a la costa, principalmente el Cerro de la Horca, parte de la unidad paisajística denominada cerros del Estrecho. Geológicamente destacan los grandes acantilados formados en los alrededores de punta Carnero. En estos acantilados la secuencia alcanza una potencia de un millar de metros con varios estratos de espesor muy variable formados por margas y areniscas originadas en abanicos submarinos. Su datación es incierta por la falta de fósiles indicadores si bien ha podido determinarse que su base tuvo su origen en el Oligoceno superior y se extendería posiblemente hasta principios del Burdigaliense.

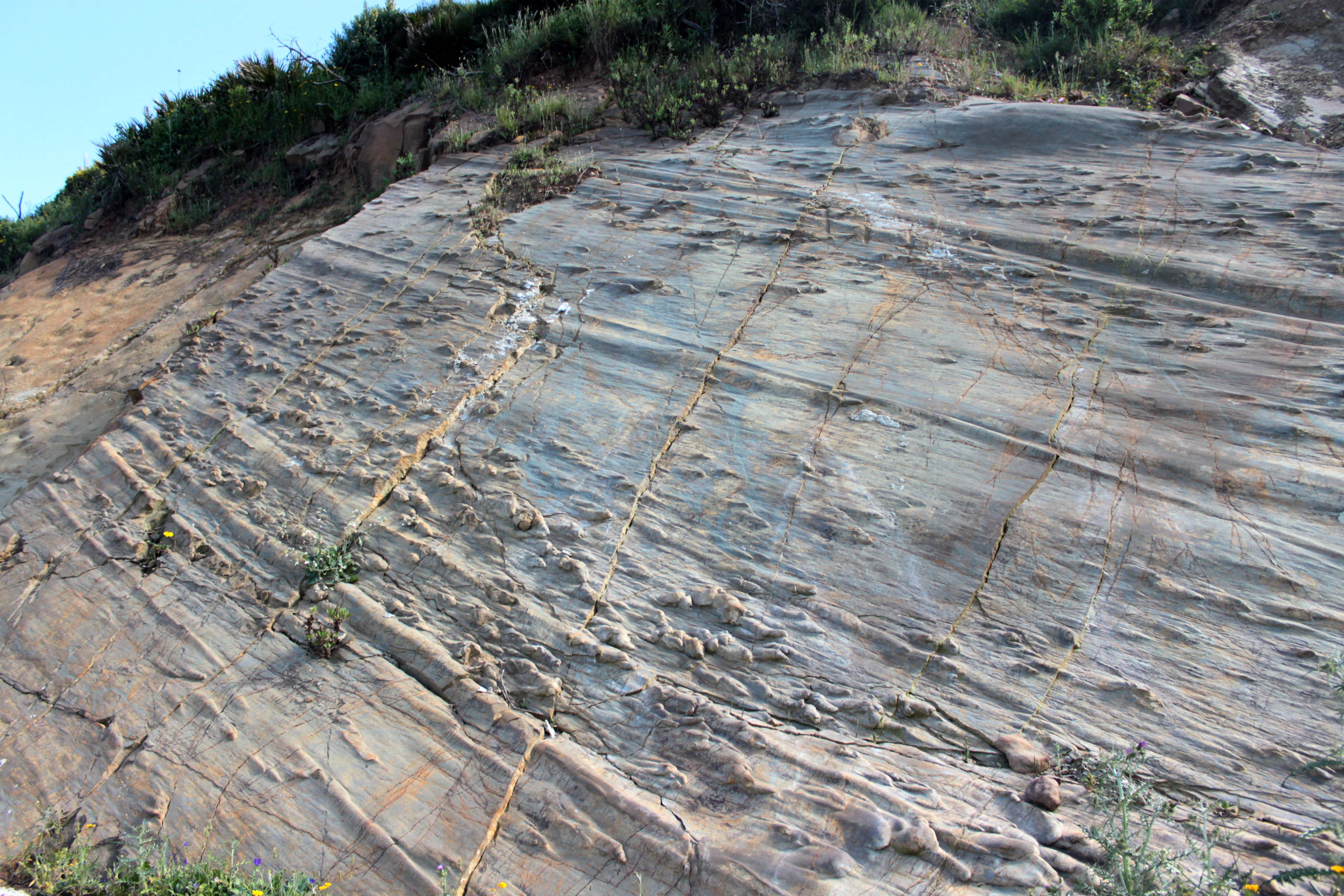
Estas estructuras denominadas flute cast, muy comunes en los flyschs de la bahía de Algeciras (en este caso en punta Carnero), se originan por la acción de corrientes de turbidez en sedimentos depositados en mares poco profundos.

Aunque es en punta Carnero donde mejor se aprecian estas secuencias, la unidad de Algeciras se extiende por toda la bahía. Aparece también en los acantilados de punta de San García o Torrealmirante, con alturas de hasta 20 metros y amplias plataformas de abrasión, en las sinuosas colinas sobre las que se asientan las ciudades de Algeciras, Los Barrios y San Roque hasta las faldas de sierra Carbonera. Al norte de La Línea de la Concepción formando parte de sierra Carbonera afloran flyschs de arenisca denominados flyschs de La Línea que han sido interpretados como parte de la unidad del Aljibe, ocupando su base o como elemento de transición entre esta unidad y la de Algeciras.
En las cuencas de los ríos Palmones-Guadarranque y Pícaro-Marchenilla y ocupando los antiguos valles fluviales aparecen cuencas sedimentarias postorogénicas que forman en la actualidad una gran vega rematada en su frente litoral por playas de arenas finas. Los materiales que afloran en esta zona son arcillas, arenas, gravas y limos procedentes de la meteorización de materiales circundantes y transportados por las aguas superficiales durante el Plioceno y el Cuaternario. El istmo de Gibraltar y gran parte de los terrenos sobre los que se encuentra la ciudad de La Línea de la Concepción por su parte están formados por sedimentos de origen marino y forman un área muy extensa de escasa elevación.
Aunque la sedimentación en las zonas más cercanas al continente debió comenzar simultáneamente a la de la desembocadura del Palmones-Guadarranque, la acumulación de las arenas que forman el istmo es muy reciente en el tiempo.  Diversos investigadores apuntan al carácter insular del Peñón aun durante la Edad Media basándose en escritos de la época. Tan reciente debió ser la sedimentación que en grabados del siglo XVIII aún aparece el istmo de Gibraltar jalonado por pequeñas lagunas y canales en proceso de colmatación. Algo similar ocurriría en las áreas más cercanas al mar de las vegas de los principales ríos de la bahía que fueron rellenadas en tiempos históricos.
Bajo las aguas de la bahía aparece una plataforma continental más ancha que en las zonas adyacentes del estrecho de Gibraltar y la costa de la provincia de Málaga pero menos que en la costa occidental de la provincia de Cádiz. Esta plataforma continental se encuentra interrumpida por el cañón de Algeciras que naciendo a dos kilómetros de la desembocadura del río Guadarranque se continúa más allá de los límites de la bahía. Su fondos son fundamentalmente arenosos.

### Hidrología

#### Marina

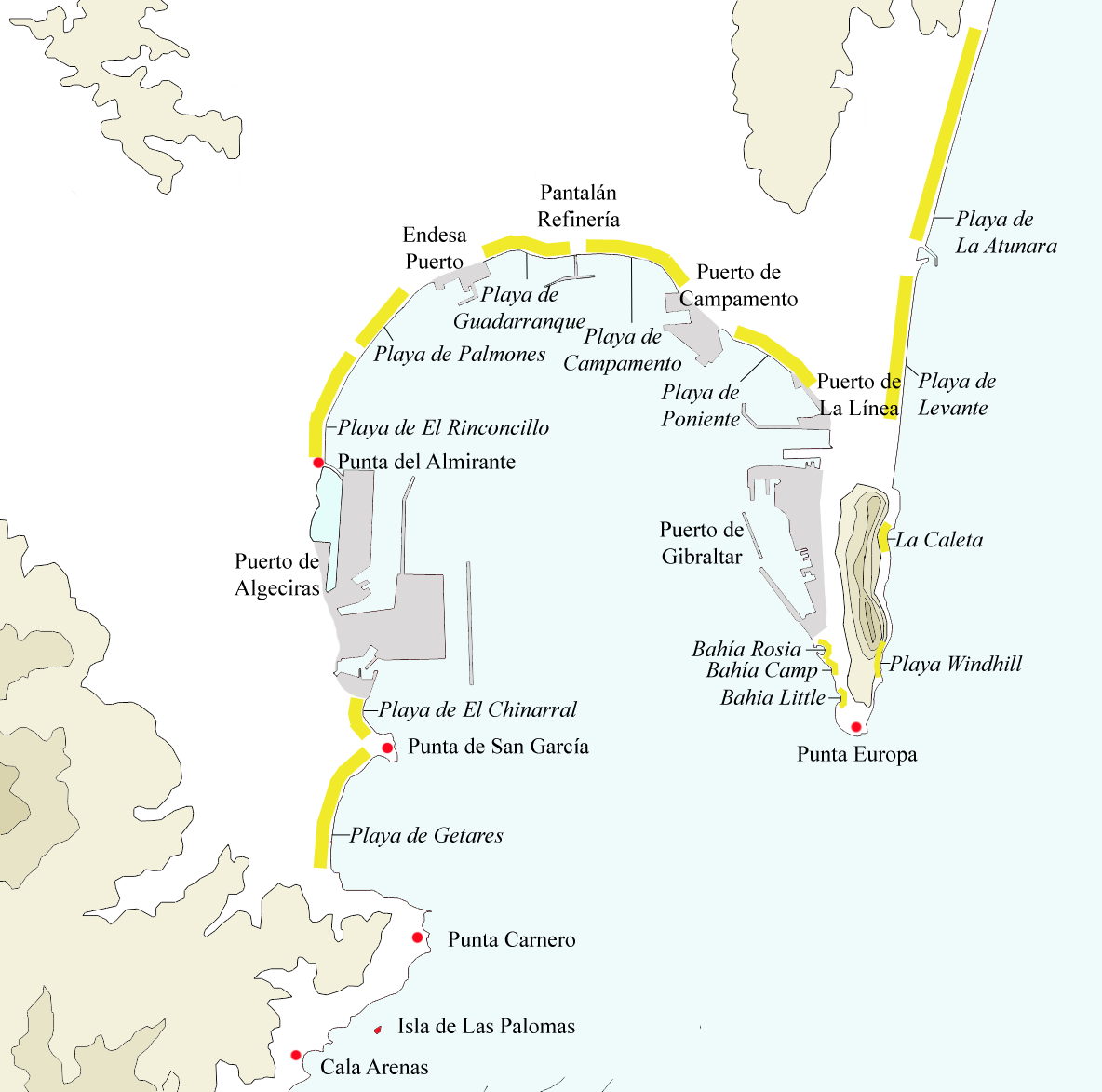
Principales accidentes costeros.

Actualmente el régimen de corrientes marinas de la bahía de Algeciras se encuentra profundamente transformado por la construcción de las instalaciones portuarias. Antes de esta transformación existía un red de corrientes secundarias originadas tras desviarse en los diferentes accidentes costeros la corriente principal proveniente desde el oeste del estrecho de Gibraltar. Esta corriente primaria era la responsable de la erosión de la costa del peñón de Gibraltar y de la distribución de los sedimentos propios y de los depositados por los cursos fluviales.
Las principales zonas receptoras de sedimentos se encuentran en la orilla occidental de la bahía mientras que en la zona norte las corrientes actuarían principalmente transportándolos. Así se produce una fuerte sedimentación en las playas de Palmones y del Rinconcillo. Tras pasar las puntas de Paredones y San García las corrientes continuaban paralelas a la costa trasladando sedimentos por la ensenada de Getares y la costa del Estrecho hasta la playa de Los Lances, en Tarifa.
Las infraestructuras portuarias sin embargo han modificado este régimen de corrientes. La profunda modificación de la línea de costa durante la segunda mitad del siglo XX ha supuesto un incremento del frente costero correspondiente a los puertos de 9983 m en 1956 a 33 332 m en 1997. Así la línea de costa de la bahía de Algeciras en 1956 era de 31 490 m y de 50 996 m en 1997. Los obstáculos que ofrecen las instalaciones portuarias provocan la refracción de las corrientes marinas que dejan de circular paralelas a la costa para adentrarse a zonas profundas de la bahía. Se reducen por tanto los procesos de transporte y sedimentación aumentando los erosivos, principalmente en las playas.
Diversos informes ponen de manifiesto la necesidad de realizar estudios más profundos sobre el régimen de corrientes en el interior de la bahía de Algeciras pues si bien en los últimos años las empresas afincadas en la zona han realizado mediciones y simulaciones puntuales relacionadas con el impacto ambiental de una nueva construcción falta una visión global del proceso.

#### Riparia y lacustre

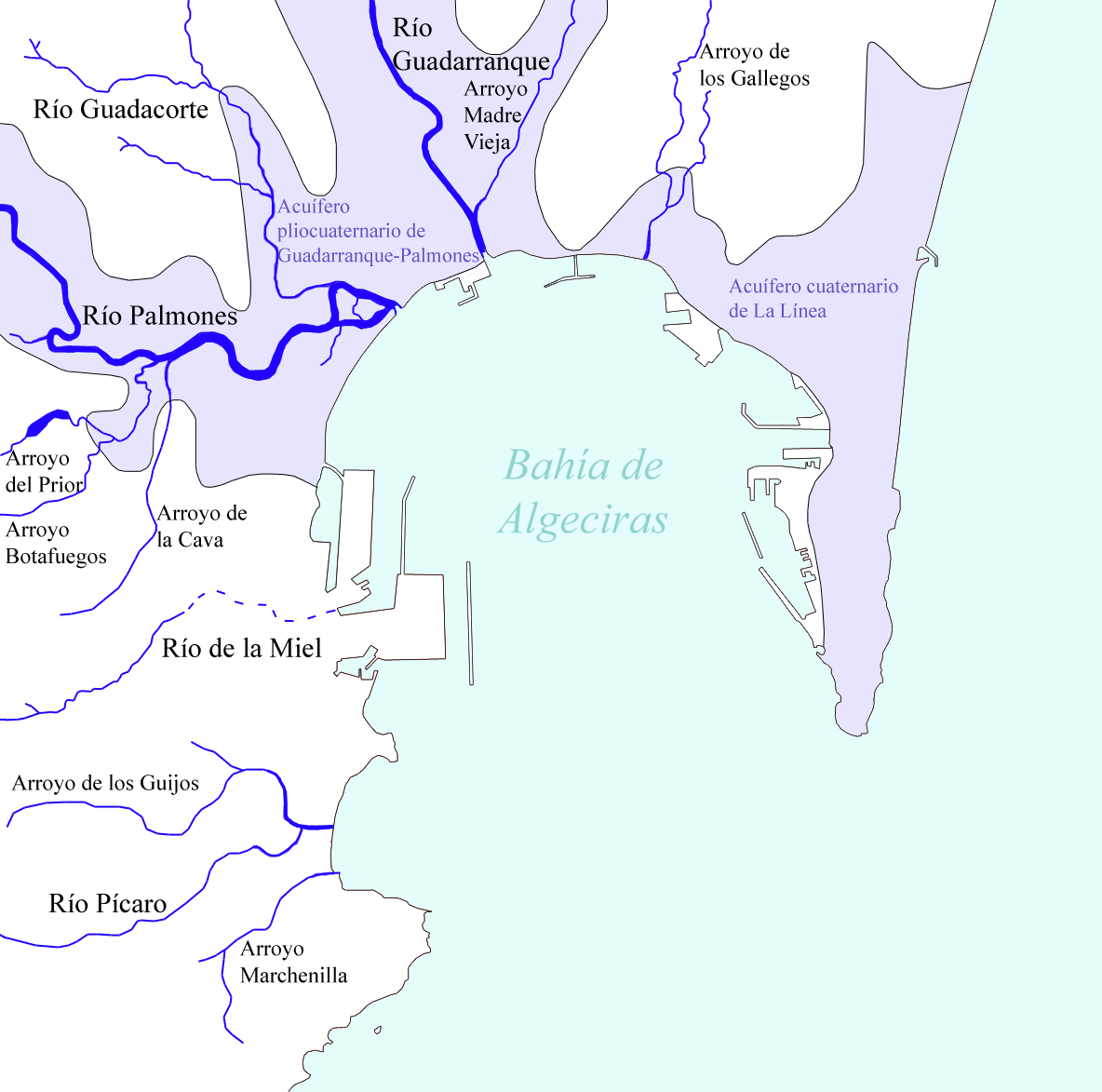
Principales cursos fluviales y acuíferos.

El cauce de los ríos que desembocan en la bahía de Algeciras está condicionado por el régimen pluviométrico de la zona y por la topología del lugar. En aquellas zonas en la que se localizan elevaciones del terreno muy cerca de la costa, principalmente en zonas de acantilados, estos ríos tienen un corto recorrido y un acusado estiaje que los mantiene activos únicamente durante épocas de lluvia. Ejemplo de ellos sería el arroyo de la Aguada. Aquellos ríos que discurren en gran parte de su recorrido por terrenos llanos son, sin embargo, largos con una cuenca fluvial muy extensa formada por multitud de afluentes que mantienen caudal todo el año. Pertenecen a este tipo los ríos Palmones, Guadacorte y Guadarranque. En situaciones intermedias, discurriendo en su último tramo por terrenos llanos pero naciendo en montes relativamente cercanos a la costa aparecen los ríos Pícaro, de la Miel, arroyo del Lobo, arroyo del Saladillo, arroyo de las Cañas y arroyo de los Gallegos, todos ellos encauzados a su paso por núcleos urbanos.
Por las dimensiones de sus cuencas, su gran caudal y su influencia en la topología de la bahía destacan dos ríos, ambos con una extensa red de afluentes. El río Palmones o de las Cañas con una longitud total de 37 km que posee una cuenca hidrográfica de 312 km² nace en la sierra del Aljibe y su desembocadura hace de divisoria entre los términos municipales de Algeciras y Los Barrios formando una marisma mareal de aproximadamente 58 ha, y el río Guadarranque con 43 km de longitud, una cuenca hidrográfica de 264,3 km² y que naciendo en la Mogea del Rayo en el término municipal de Jimena de la Frontera desemboca en la bahía haciendo de divisoria entre los términos municipales de Los Barrios y San Roque.

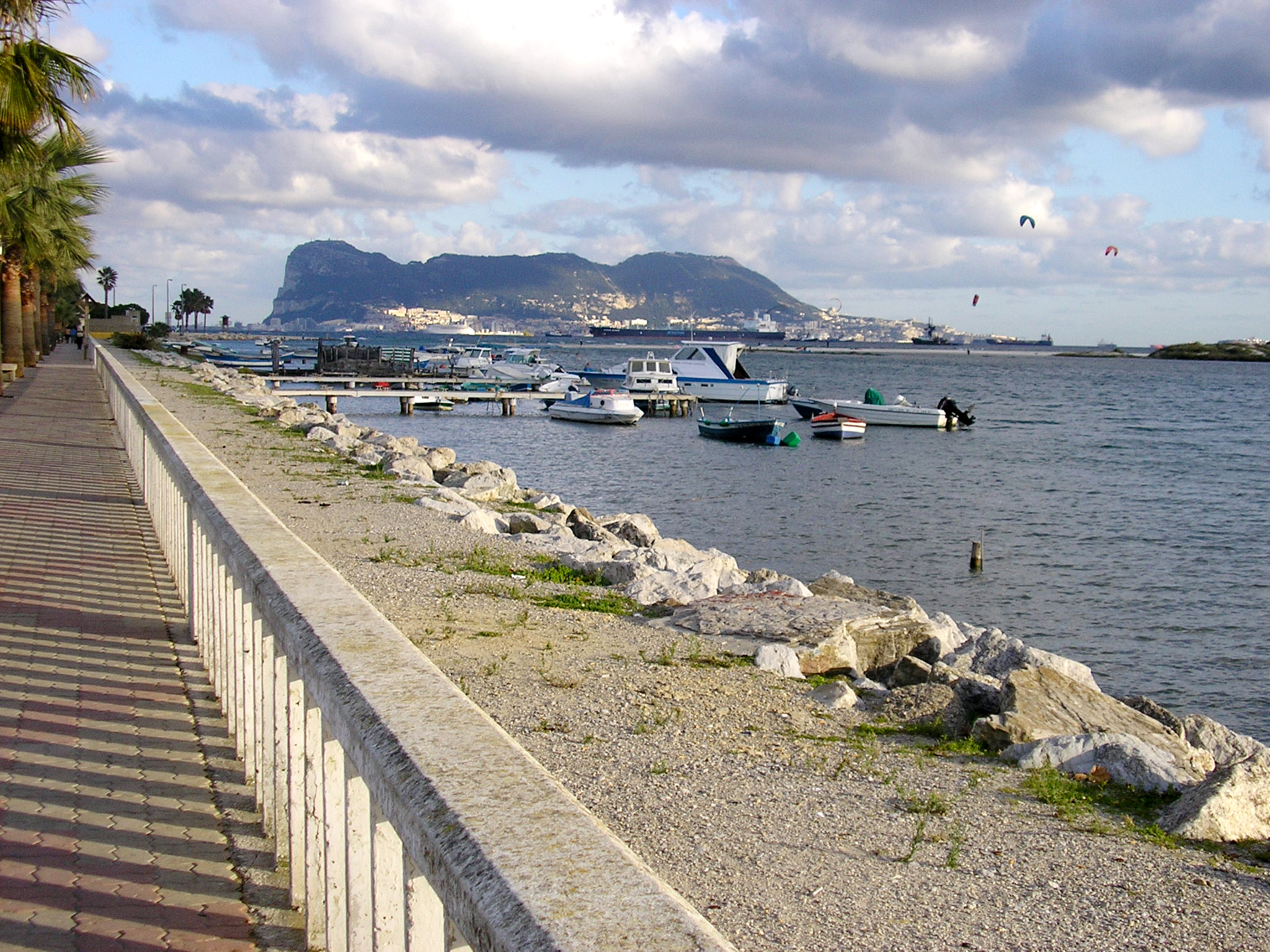
Desembocadura del río Palmones.

Ambos ríos, y el actual afluente del Palmones, llamado río Guadacorte, compartieron una misma desembocadura de cerca de 4 km de anchura durante el Pleistoceno. Este gran curso fluvial, debido a que el nivel del mar era más bajo que en la actualidad, penetraba en la actual bahía de Algeciras formando un profundo y ancho valle que permanece hoy sumergido, el cañón de Algeciras, y un gran abanico fluvial en el estrecho de Gibraltar.
Las aguas subterráneas de la bahía de Algeciras forman dos acuíferos en las zonas ocupadas por depósitos cuaternarios. El Acuífero cuaternario de La Línea abarca desde las faldas de sierra Carbonera bajo las localidades de La Línea de la Concepción y Campamento hasta el propio peñón de Gibraltar. Tiene unos 10 km² y un espesor de 20 m correspondiente a las arenas acumuladas en el istmo y zonas circundantes. El Acuífero pliocuaternario de Guadarranque-Palmones es más extenso, unos 105 km², estando las aguas a una profundidad de entre 20 y 70 m. Se corresponde con las llanuras aluviales de los dos ríos que le dan nombre y se extiende por sus cauces quedando sobre él gran parte de los términos municipales de Algeciras, Los Barrios, San Roque y Castellar de la Frontera incluidos sus núcleos principales.

### Climatología

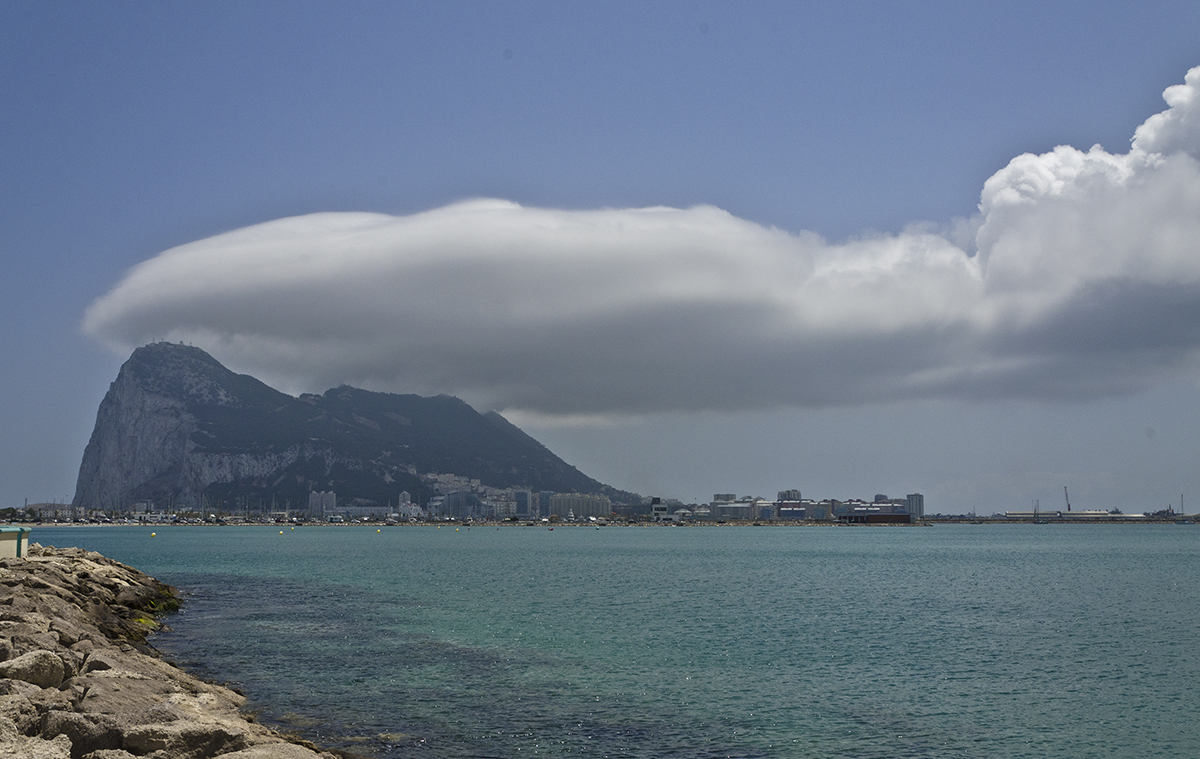
Fenómeno de condensación (llamado localmente montera de Gibraltar) formado por la rápida ascensión del viento de levante en la cara oriental de Gibraltar.

La región de la bahía de Algeciras posee un clima del tipo mediterráneo templado con temperaturas predominantemente suaves durante el invierno (en torno a los 16 °C) y moderadamente elevadas durante el verano (con una media de 27 °C). La temperatura media anual se sitúa en los 19 °C y la insolación en torno a las 2600 horas anuales. El régimen de precipitaciones sigue el patrón habitual de la región mediterránea con inviernos lluviosos y veranos secos, si bien la media de precipitaciones es más alta que la de otras zonas de clima similar. La precipitación media se encuentra situada entre los 700 y los 1000 mm anuales aunque estas precipitaciones se concentran durante los meses de noviembre a marzo y están muy condicionadas por la orografía.
El viento es un factor importante tanto en el régimen hídrico de la zona como de circulación de aguas superficiales, siendo también habitual la formación de nubes de condensación al entrar en contacto las corrientes de viento con las elevaciones próximas a la costa aumentando localmente las precipitaciones y la humedad ambiental. Los vientos predominantes de la bahía son los de Este y Oeste, denominados levante y poniente respectivamente. La frecuencia de los vientos de componente Este es mayor con un 15,5 % de porcentaje frente al 11 % de los vientos de componente Oeste. Los mayores porcentajes los presentan sin embargo los vientos procedentes del Noroeste y Noreste con un 30 % y 17,8 % respectivamente mientras que los vientos procedentes del Norte tienen una incidencia del 11,2 %.

## Medio natural
La bahía de Algeciras como toda la zona norte del estrecho de Gibraltar posee características propias de lugar de transición entre el océano Atlántico y el mar Mediterráneo y entre Europa y África en lo que a su flora y fauna se refiere.
La historia geológica de la zona ha hecho que hayan existido episodios de aislamiento biológico y de especiación muy fuertes desde el mioceno que han dado lugar a una biota con un alto grado de endemismos junto a elementos iberomauritanos y mediterráneos.

### Marino

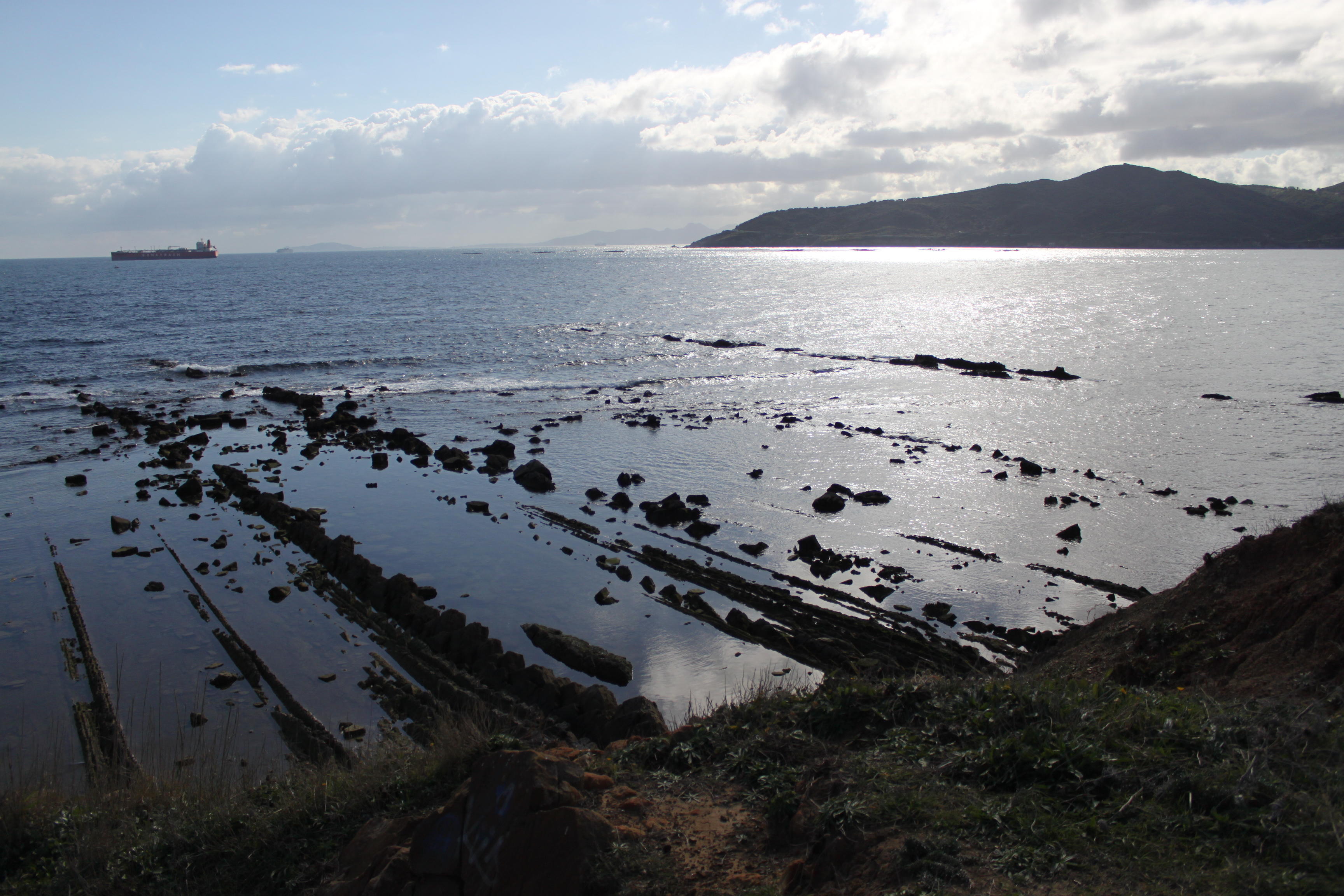
Plataforma intermareal de la punta de San García.

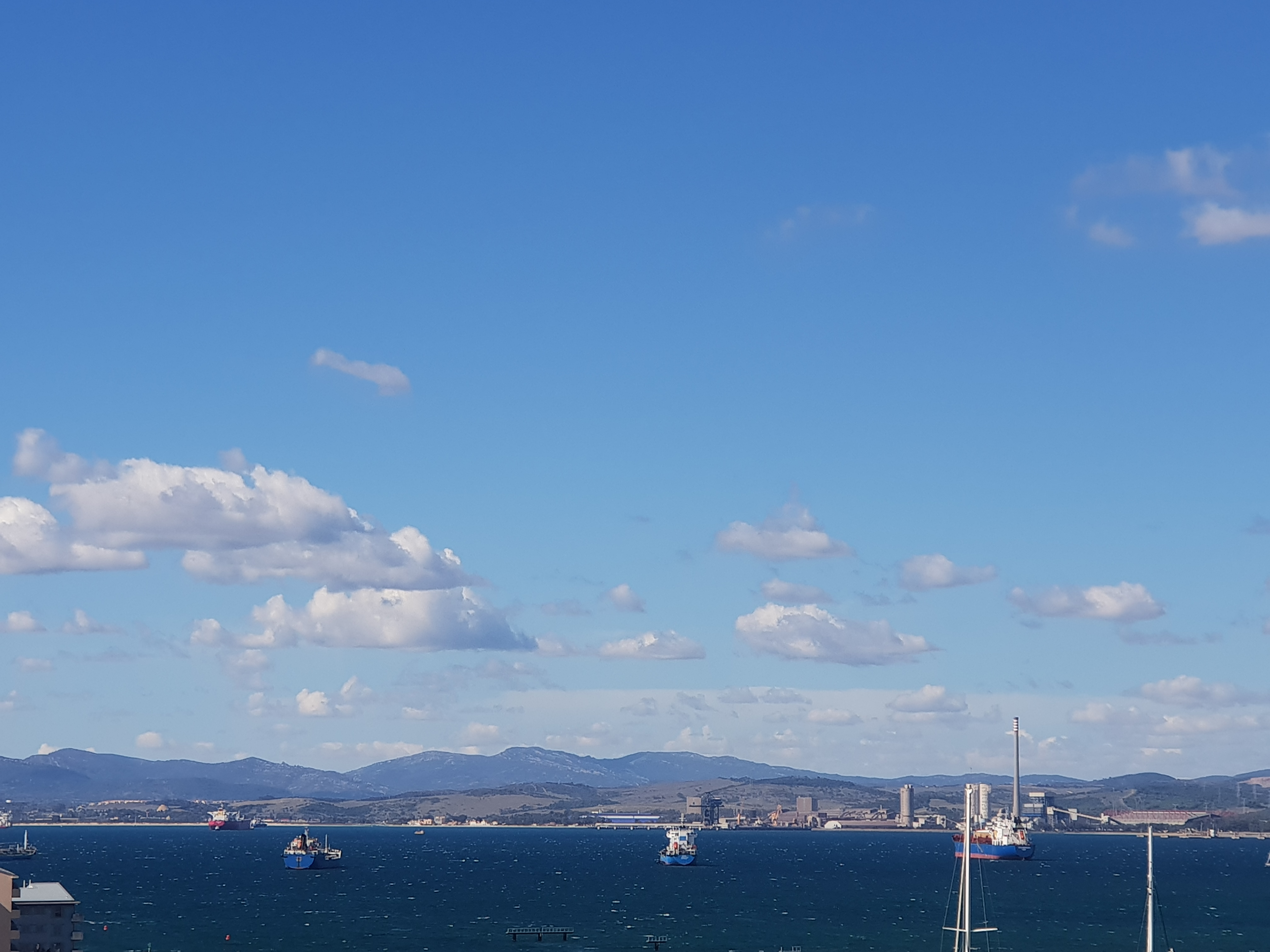
Vista de la Bahía de Algeciras desde Gibraltar.

Como lugar de transición entre el mar Mediterráneo y el océano Atlántico las aguas de la bahía de Algeciras posee comunidades biológicas propias de ambas regiones biogeográficas aunque prevalece el componente mediterráneo. La riqueza biológica presente es muy alta aunque debido a los procesos de transformación del litoral que se han desarrollado durante la segunda mitad del siglo XX, existen zonas puntuales, principalmente en el interior de los puertos, en los que la biodiversidad es muy baja.
Son muy importantes en la región las comunidades bentónicas desarrolladas en las plataformas intermareales. Estas comunidades presentan una biodiversidad muy alta, más en zonas cercanas a la costa con corrientes que distribuyen nutrientes e impiden la sedimentación que en el interior de la bahía donde las altas profundidades y las corrientes impiden un mayor desarrollo de estas. Desde la línea de costa hasta los 30 m de profundidad se han censado un total de 1465 especies bentónicas tanto animales como vegetales, número levemente inferior al de zonas menos transformadas del estrecho de Gibraltar (1731). Destacan en este aspecto los tramos de costa desde punta Carnero hasta la punta de San García y las áreas circundantes a los puerto de Gibraltar y de Crinavis. Es particularmente importante la presencia de Patella ferruginosa, el único molusco marino catalogado como en peligro de extinción de la península ibérica, y de las especies catalogadas como Vulnerables Dendropoma petraeum, Charonia lampas lampas, y Cymbula nigra.
Uno de los ecosistemas submarinos de mayor extensión en la bahía es el de los bancales sublitorales, bancos de arena sumergidos permanentemente con menos de 20 cm de agua, hábitat de interés medioambiental con la presencia de numerosas especies de bivalvos, gasterópodos y equinodermos entre las que destacan Donax trunculus, Ensis minor, Chamelea gallina, Acanthocardia tuberculata o Callista chione. Las praderas submarinas de Zostera marina, Posidonia oceanica, Cymodocea nodosa y Zostera noltii, muy abundantes en un pasado cercano, han sufrido un fuerte retroceso llegando a desaparecer en la mayor parte de la bahía y encontrándose solamente en puntos muy concretos como en las cercanías de punta Carnero.

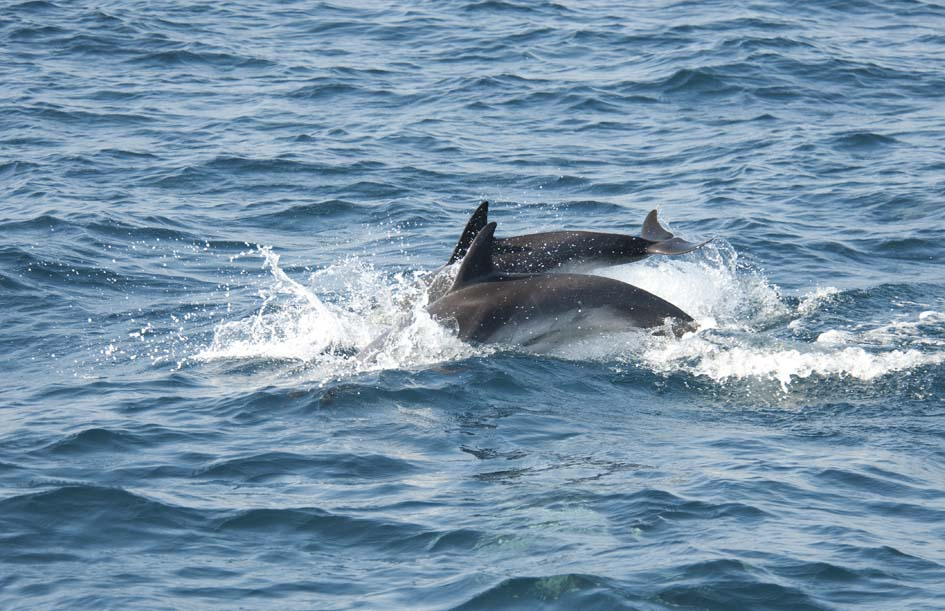
Delphinus delphis en la bahía de Algeciras.

Los estudios de impacto ambiental realizados en la zona han puesto de manifiesto una pérdida de biodiversidad asociada a las instalaciones portuarias y a los continuos movimientos de sedimentos realizados. Los principales indicadores biológicos analizados en estos estudios son los organismos bentónicos, las praderas de fanerógamas y los invertebrados cuya presencia ya se han nombrado. La regresión de muchas de estas comunidades y la proliferación de otras indica un deterioro importante de la biota marina. Varias algas del género Ulva, cuya presencia indica un alto grado de degradación del medio y que contribuyen a procesos de eutrofización, han sido localizadas puntualmente en zonas anteriormente ocupadas por fanerógamas. Respecto al fitoplancton, asociado a vertidos nitrogenados, los informes realizados no han detectado patrones de crecimientos que pudieran dejar entrever problemas de contaminación.
Respecto a la ictiofauna la bahía de Algeciras no difiere en su fauna a otros sectores del litoral mediterráneo si bien son destacables por su abundancia los peces asociados a las pozas intermareales. Estos grupos se desarrollan en las costas rocosas asociadas a los acantilados apareciendo como especies predominantes Gobius cobitis, Liza sp. y Lepadogaster purpurea. Especial relevancia tiene la presencia de Chromogobius quadrivittatus, encontrándose índices de biodiversidad muy elevados, fundamentalmente en punta Carnero. La presencia de poblaciones estables de cetáceos ligados a los bancos de peces, principalmente el delfín listado, el delfín común y el delfín
mular, aunque también se encuentran poblaciones permanentes o procedentes de otras zonas del estrecho de Gibraltar del calderón común, el cachalote, el calderón gris y la orca o el paso estacional del rorcual común.

### Terrestre

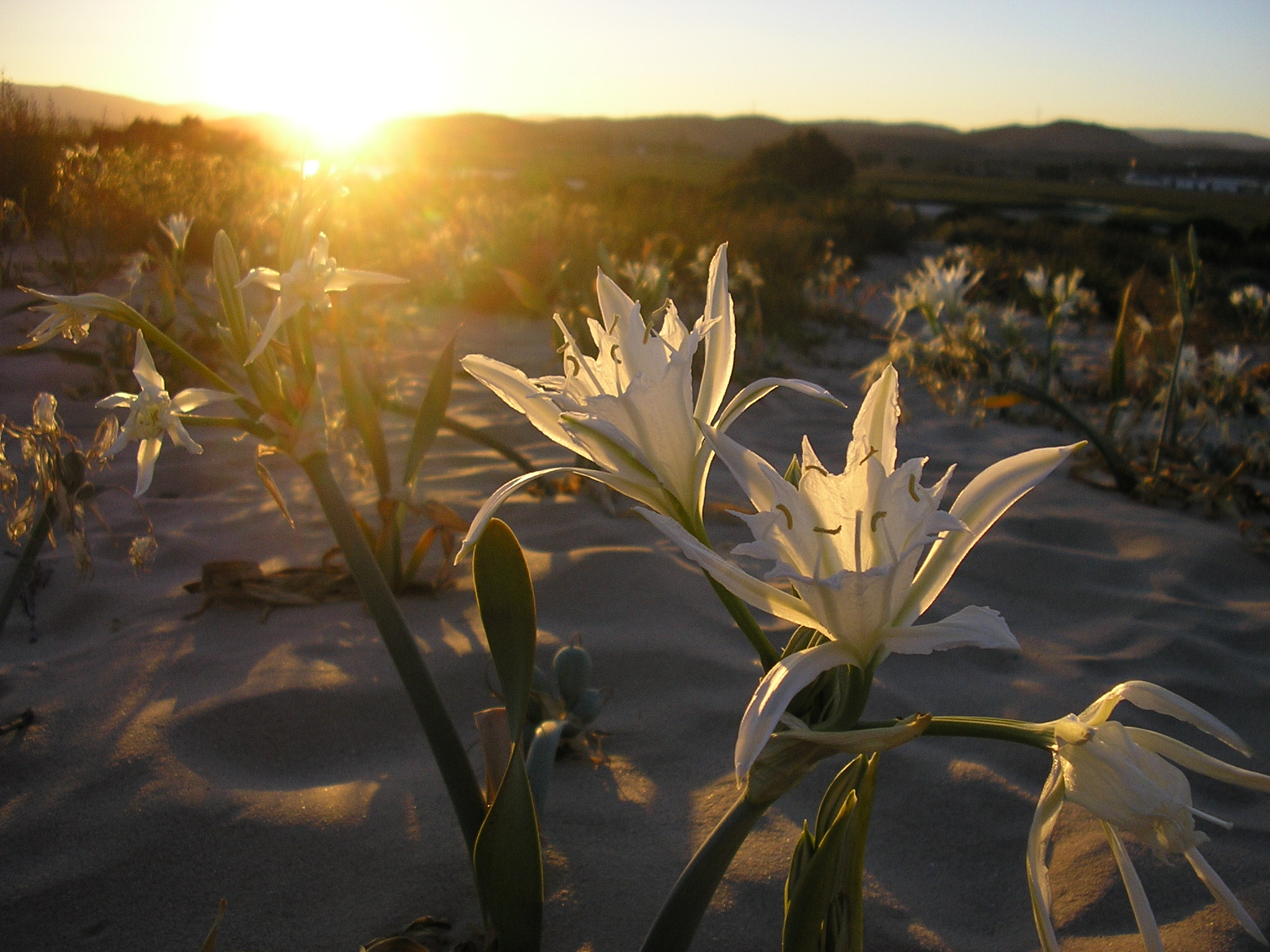
Azucena de mar en las marismas del río Palmones.

Una de las zonas naturales mejor conservadas de a bahía de Algeciras se corresponde con la ensenada de Getares y punta Carnero dentro de la unidad geomorfológica llamada cerros del Estrecho, donde es posible observar la vegetación mejor desarrollada de la zona. Los bosques desarrollados son del tipo Myrto communis-Querceto suberis o alcornocales xerófitos y sobre los afloramientos calizos la serie Tamo communis-Oleeto sylvestris o acebuchales. En los acantilados se encuentran comunidades vegetales muy especializadas con la característica presencia de Crithmum maritimum, Calendula suffruticosa y Asteriscus maritimus sobre estratos verticales de roca.
El peñón de Gibraltar, caracterizado por su topografía, mantiene numerosas especies vegetales pertenecientes a la misma serie de vegetación que el resto de la zona si bien presenta un fuerte componente endémico ligado fundamentalmente a los acantilados costeros. Se estima su riqueza florística en torno a las 500 o 600 especies destacando los endemismos Cerastium gibraltaricum, Silene tormentosa, Iberis gibraltaica o Limonium emarginatum, muchos de ellos no limitados al peñón sino compartidos también por otras zonas de la bahía de Algeciras.
En las playas aparece la comunidad vegetal denominada Ononido variegatae-Linarietum pedunculatae, la serie de vegetación propia del litoral de la región con especies tales cono Ononis variegata, Linaria pedunculata y Pseudorlaya pumila. Respecto a los ecosistemas riparios asociados a la costa destacan las marismas mareales presentes en la desembocadura del río Palmones. Estos ecosistemas tuvieron en un pasado una extensión mayor ampliándose a las desembocaduras de los ríos Pícaro y Guadarranque hoy muy degradadas por acciones antrópicas. En las marismas del río Palmones están presentes las geoseries denominadas geomacroserie de saladares y salinas y geomacroserie de dunas y arenales costeros. En ellas aparecen  especies halófitas, adaptadas a una alta salinidad por encontrarse parcialmente sumergidas en aguas salobres en la primera geoserie y por especies terófitas, adaptadas a vivir en zonas con escasa presencia de agua disponible. Las comunidades vegetales están formadas por Spartina maritima, Zostera noltii, Sarcocornia perennis y Juncus maritimus y dan refugio a comunidades de aves, con censos superiores a 200 especies, tanto residentes como en migración.

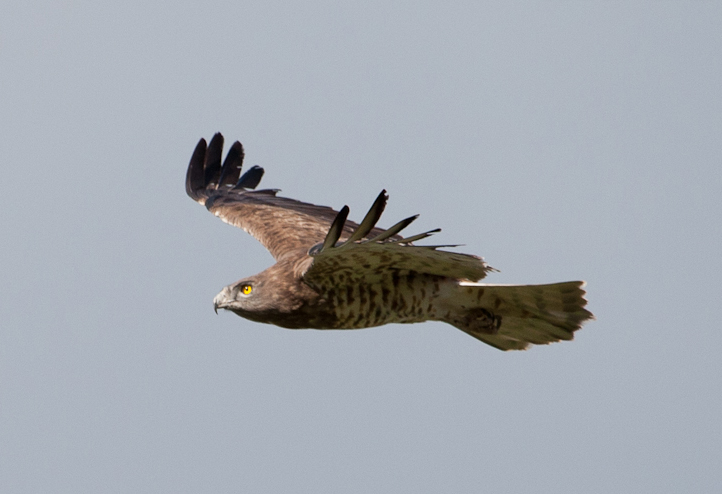
Águila culebrera en punta Carnero.

### Protección medioambiental

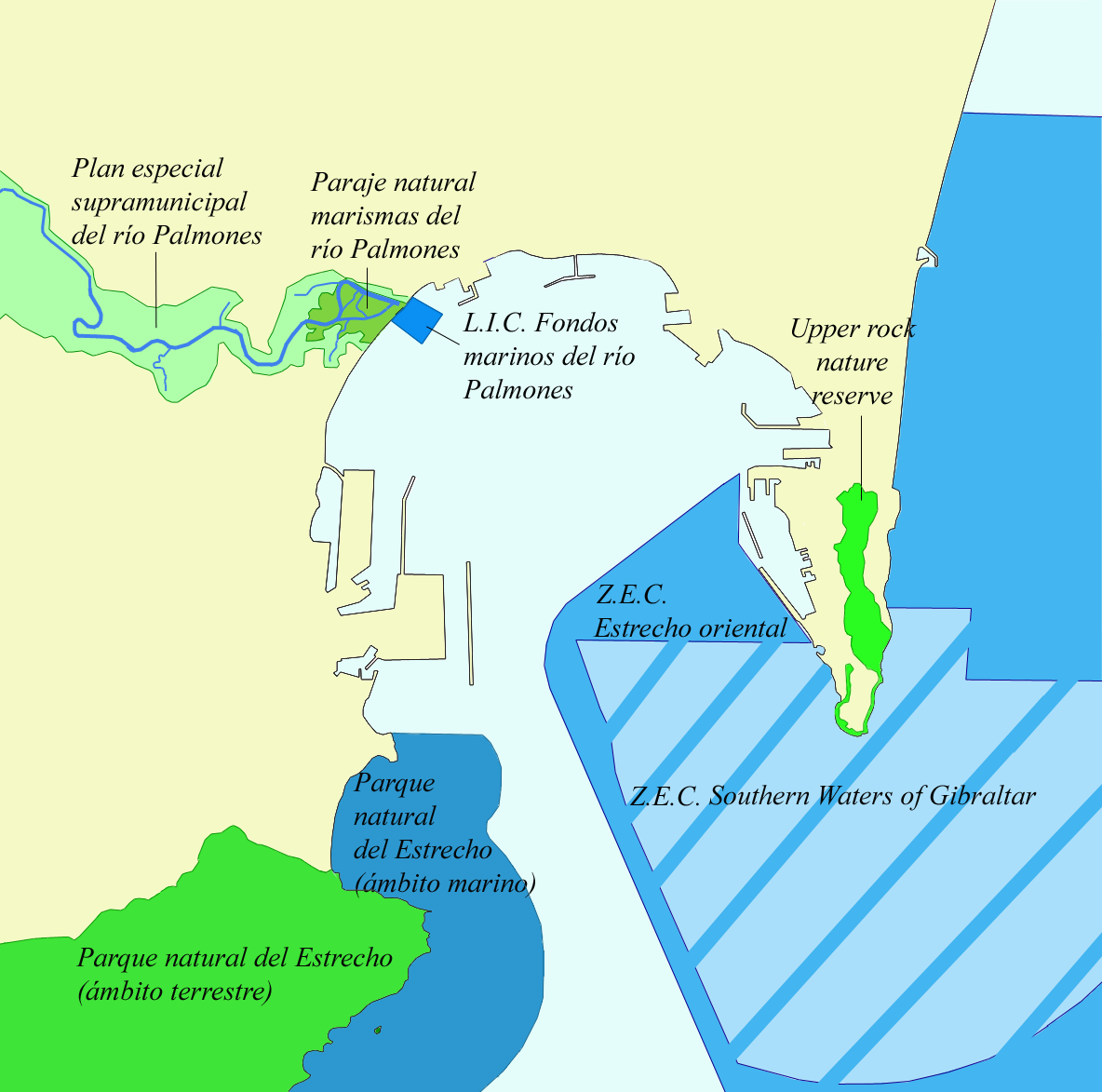
Zonas de protección medioambiental, nótese el solapamiento de las Z.E.C. Southern Waters of Gibraltar y Estrecho oriental.

Dada la biodiversidad y variedad de hábitats presentes en el entorno geográfico de la bahía de Algeciras son varias las figuras de protección presentes en la zona. Se encuentra incluido dentro del parque natural del Estrecho el tramo de costa y terrenos interiores desde punta Carnero hasta la punta de Getares y el correspondiente a la punta de San García. Este mismo parque natural protege una milla de las aguas litorales desde la punta de San García hasta punta Carnero. Estos sectores se corresponden con la zona menos transformada de la bahía y con los índices de biodiversidad más altos.
Hacia el norte, en la desembocadura del río Palmones se encuentran las marismas mareales protegidas bajo la figura de protección de paraje natural e integrando dentro de sus límites 9 hábitats de interés comunitario. El paraje natural de las marismas del Río Palmones tiene una extensión de 113 ha correspondientes a las marismas, el cordon dunar primario y las llanuras de inundación. Este peculiar ecosistema es lugar de descanso y anidamiento de gran cantidad de aves, es por ello que además la zona fue declarada Zona de especial protección para las aves (Z.E.P.A.) y Zona de Especial Conservación (Z.E.C.) entrando a formar parte de la Red Natura 2000. Parte del curso bajo del río Palmones se encuentra además protegido por los planes generales de ordenación urbana (P.G.O.U.) de las localidades de Algeciras y Los Barrios. Así los sectores denominados «marismas no protegidas del Palmones» y «acebuchales y vega fluvial» de los respectivos P.G.O.U. entran a formar parte de las zonas protegidas dentro del Plan especial supramunicipal del curso medio y bajo del río Palmones. Frente a la desembocadura del río Palmones se encuentra el Lugar de Importancia Comunitaria denominado Fondos marinos marismas del río Palmones, de 88 ha de extensión que complementa al paraje natural, protegiéndose el lugar de cría de varias especies de peces y la única colonia de Posidonia oceanica de la bahía.

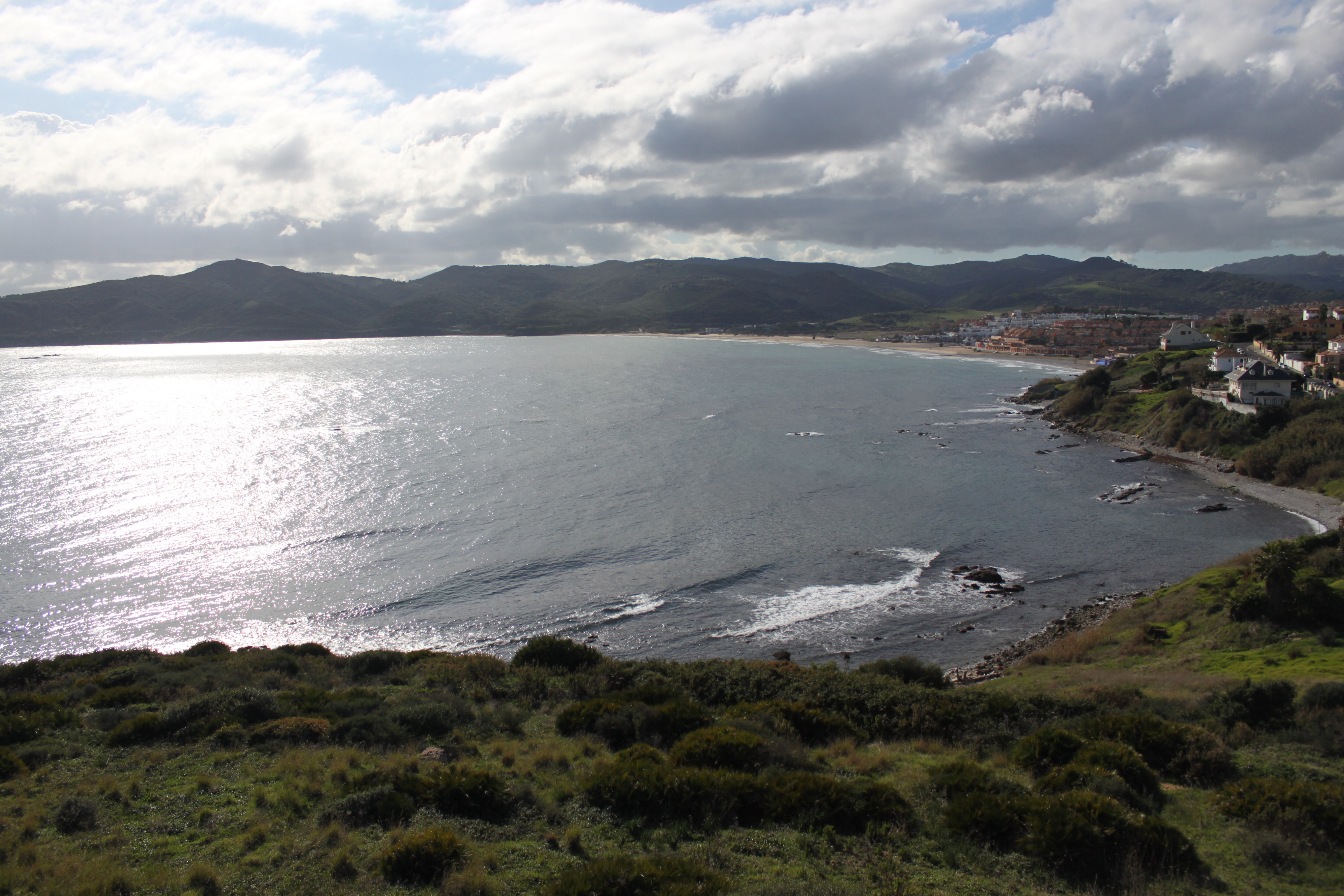
Ensenada de Getares, parte del parque natural del Estrecho.

La Upper rock nature reserve (Reserva natural del Peñón de Gibraltar) es una reserva natural declarada en 1993 en la mitad superior del peñón de Gibraltar por el Gobierno de Gibraltar. Fue ampliada en 2011 con los acantilados de punta de Europa y zonas adyacentes representando más del 40 % de su superficie. Quedan protegidos por esta reserva varios ecosistemas de gran interés medioambiental donde predomina el bosque mediterráneo de acebuche pero donde también aparecen aproximadamente 350 especies de plantas, muchas de las cuales son endémicas de la región. Es también importante el papel de esta reserva en el paso de aves migratorias a través del estrecho de Gibraltar.
Las aguas circundantes del peñón de Gibraltar se encuentran protegidas tanto por el Gobierno de España como por el Gobierno de Gibraltar bajo los nombres de Estrecho oriental y Southern Waters of Gibraltar. Debido al conflicto existente entre ambos gobiernos por la territorialidad de estas aguas existe un litigio sobre la legalidad de dichas figuras de protección. Ambas zonas fueron aceptadas en cumplimiento de la Directiva Hábitat de la Unión Europea Lugares de Importancia Comunitaria (L.I.C.) para ser integradas en la Red Natura 2000 aun coincidiendo en parte de su extensión. 

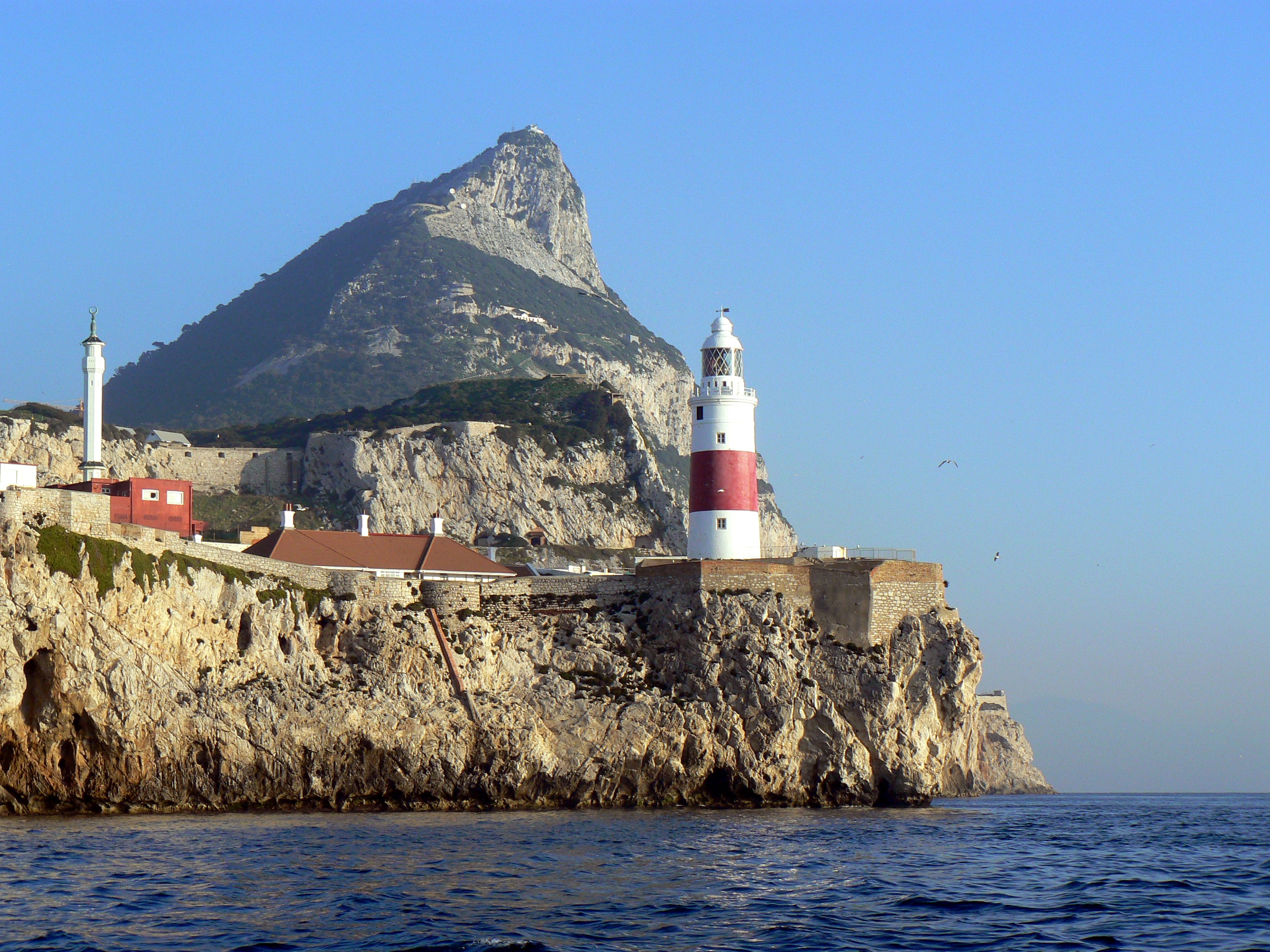
Aguas circundantes del peñón de Gibraltar, punta Europa.

 El sitio denominado Southern Waters of Gibraltar fue propuesto Lugar de Importancia Comunitaria por parte del Gobierno de Gibraltar y aceptado por la Comisión Europea el 19 de julio de 2006. Por su parte el sitio Estrecho Oriental fue propuesto por el Gobierno de España y aprobado por la misma comisión el 12 de diciembre de 2008. Tras la aprobación por parte de la Comisión Europea de los Lugares de Interés Comunitarios es responsabilidad de los países proponentes su declaración y conversión en Zonas de Especial Conservación (Z.E.C.), hecho que en el caso del L.I.C. Southern Waters of Gibraltar tuvo lugar el 10 de marzo de 2011, mientras que el L.I.C. Estrecho Oriental tuvo lugar mediante Real Decreto el 30 de noviembre de 2012. Independientemente de las disputas sobre la propiedad de las aguas circundantes al peñón de Gibraltar lo cierto es que las aguas protegidas pasan por ser una zona de gran importancia biológica y medioambiental sometidas a un fuerte proceso de transformación y de un tráfico marítimo muy agresivo. El Z.E.C. Southern Waters of Gibraltar ocupa 5486,5 hectáreas  mientras que el Z.E.C. Estrecho oriental ocupa 23 640 hectáreas protegiéndose ecosistemas tales como arrecifes, cuevas submarinas con especies animales tan importantes por su delicado estado de conservación como la tortuga boba o el delfín mular. Destaca también el gran número de aves marinas presentes en la zona, tanto anidantes como de paso, que ha propiciado que ambos Z.E.C. hayan sido además declarados Zonas de especial protección para las aves (Z.E.P.A.).

### Polémica medioambiental

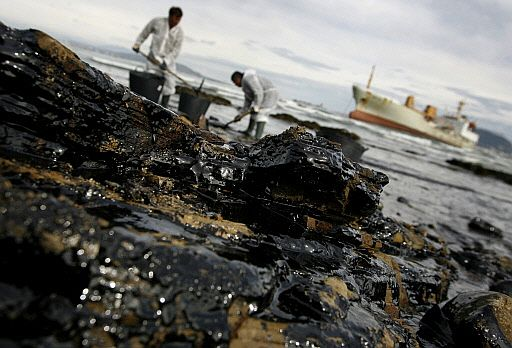
Recogida del vertido de fuel procedente del buque Sierra Nava en la playa de El Chinarral en 2007.

La bahía de Algeciras, debido principalmente al intenso tráfico marítimo y a la alta concentración de industrias, está sometida a constantes episodios de contaminación ambiental. Destacan especialmente aquellos relacionados con vertidos de hidrocarburos a sus aguas por parte de buques accidentados y con la contaminación del aire por parte de la industria.
Los accidentes marítimos en la zona son frecuentes. Por su importancia es destacable el accidente del buque panameño Petrogen One el 26 de mayo de 1985. Este petrolero con 2000 toneladas de combustible en sus bodegas explotó mientras realizaba un trasvase en las instalaciones de la refinería de Gibraltar-San Roque en San Roque haciendo explotar también a otro buque que se encontraba a su lado, el Camponavia, y provocando la muerte de 33 personas y heridas a más de 70. La mayoría de los accidentes en la zona tienen como resultado el vertido de cantidades más o menos importantes de combustible al mar. Los accidentes de los buques Spabunker IV en la monoboya de la refinería Gibraltar-San Roque el 21 de enero de 2003, el Sierra Nava el 28 de enero de 2007 en la punta de San García, el MV New Flame el 12 de agosto del mismo año en punta Europa, los buques Fedra y Tawe también en punta Europa y punta de San García el 10 de octubre de 2008, el Ropax I en la refinería Gibraltar-San Roque el 13 de diciembre de 2008, el Sein I en el puerto de Gibraltar el 20 de septiembre de 2009 o el MSC Shenzhen en los muelles de CERNAVAL el 28 de octubre de 2009, sitúan a la bahía de Algeciras junto al resto del estrecho de Gibraltar en la zona con más accidentes marítimos, sobre todo de petroleros, de toda la península ibérica.

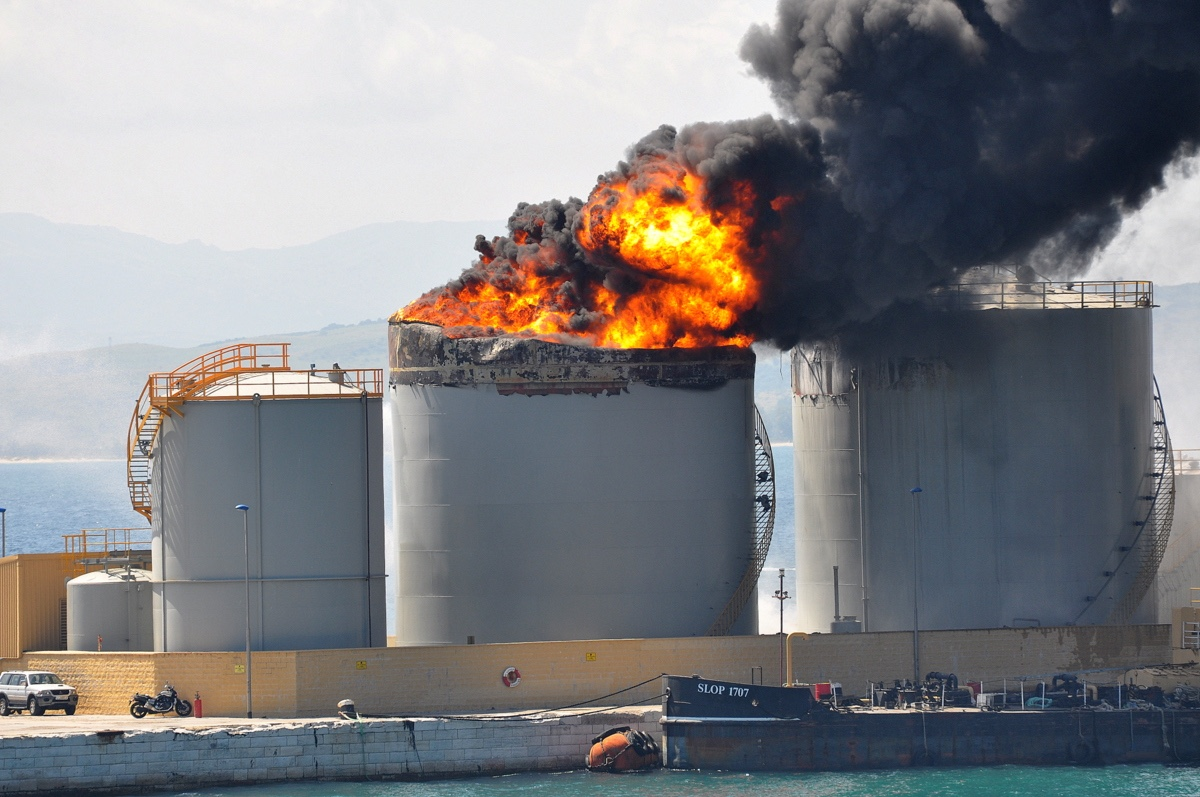
Explosión de los tanques de combustible del Muelle norte de Gibraltar en mayo de 2011.

Pero los vertidos de carburante al mar no solo provienen de accidentes marítimos, muchos de ellos tienen su origen en labores de limpieza de los buques o en fugas durante procesos de bunkering. El bunkering, el trasvase de fuel entre dos barcos en alta mar, es un ejercicio habitual debido a que los barcos que repostan evitan entrar en el puerto y es fuente de numerosas críticas y denuncias por parte de grupos ecologistas. Tanto el puerto de Gibraltar como el de Algeciras realizan actividades de bunkering moviéndose cantidades de fuel trasvasado superiores a las 4 millones de toneladas anuales. Las instalaciones destinadas al almacenamiento de combustible de Gibraltar han sido también causa de vertidos contaminantes tanto a las aguas de la bahía como al aire. De este modo el accidente acaecido el 6 de junio de 2011 en el que explotaron y ardieron durante varias horas dos tanques de combustible que estaban siendo reparados en el Muelle norte tuvo como resultado el fallecimiento de un trabajador y heridas a otro y el vertido de combustible a las aguas.

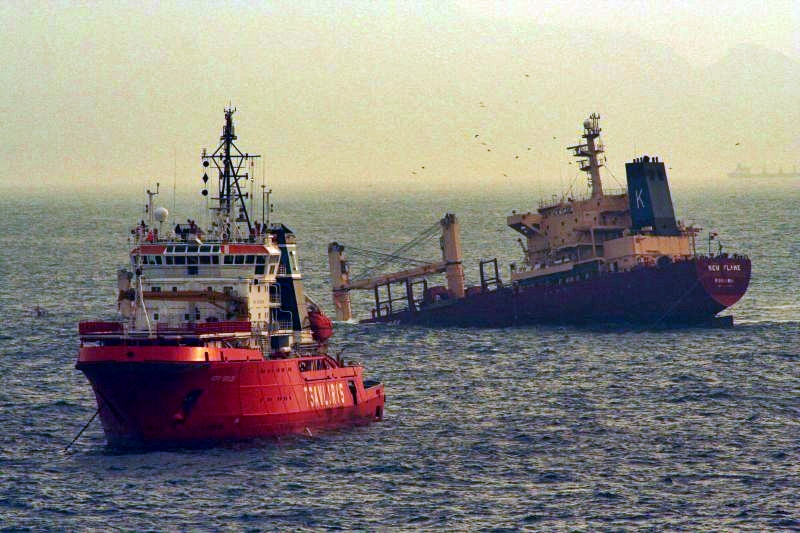
Buque New Flame encallado en punta Europa en 2007.

El polo industrial de la bahía de Algeciras se sitúa entre los más importantes de España desde que la zona fuera declarada Zona de preferente localización industrial en 1966. El impacto de la contaminación ambiental derivada de esta industria varía según la entidad que realice los estudios epidemiológicos existiendo diversos estudios que muestran una incidencia en casos de cáncer en la población superiores al 28 % de la media de España. Se observa en la población tasas de mortalidad superiores a las medias de Andalucía y España principalmente debidas a tumores de tráquea, bronquios, pulmones, vejiga y a cirrosis. Los informes sobre calidad ambiental realizados por la Junta de Andalucía muestran concentraciones superiores a las recomendadas en las emisiones de dióxido de azufre, dióxido de nitrógeno y partículas en suspensión. Estos picos de emisiones aparecen como episodios puntuales de contaminación aunque la media es superior a la de otras zonas industriales.
Los riesgos de contaminación ambiental en la bahía por radioactividad son también reseñables. La presencia de submarinos de propulsión nuclear en el puerto de Gibraltar son motivos de denuncias por parte de asociaciones ciudadanas desde que en el año 2000 el submarino H.M.S. Tireless fuese reparado en dichas instalaciones. Aun con ello el único incidente de contaminación nuclear en la zona tuvo lugar en mayo de 1998 cuando chatarra contaminada por cesio-137 fue procesada en la factoría Acerinox de Los Barrios dando lugar a una nube radioactiva que fue detectada en Centroeuropa y 5198 toneladas de cenizas radioactivas.

## Medio humano

### Prehistoria

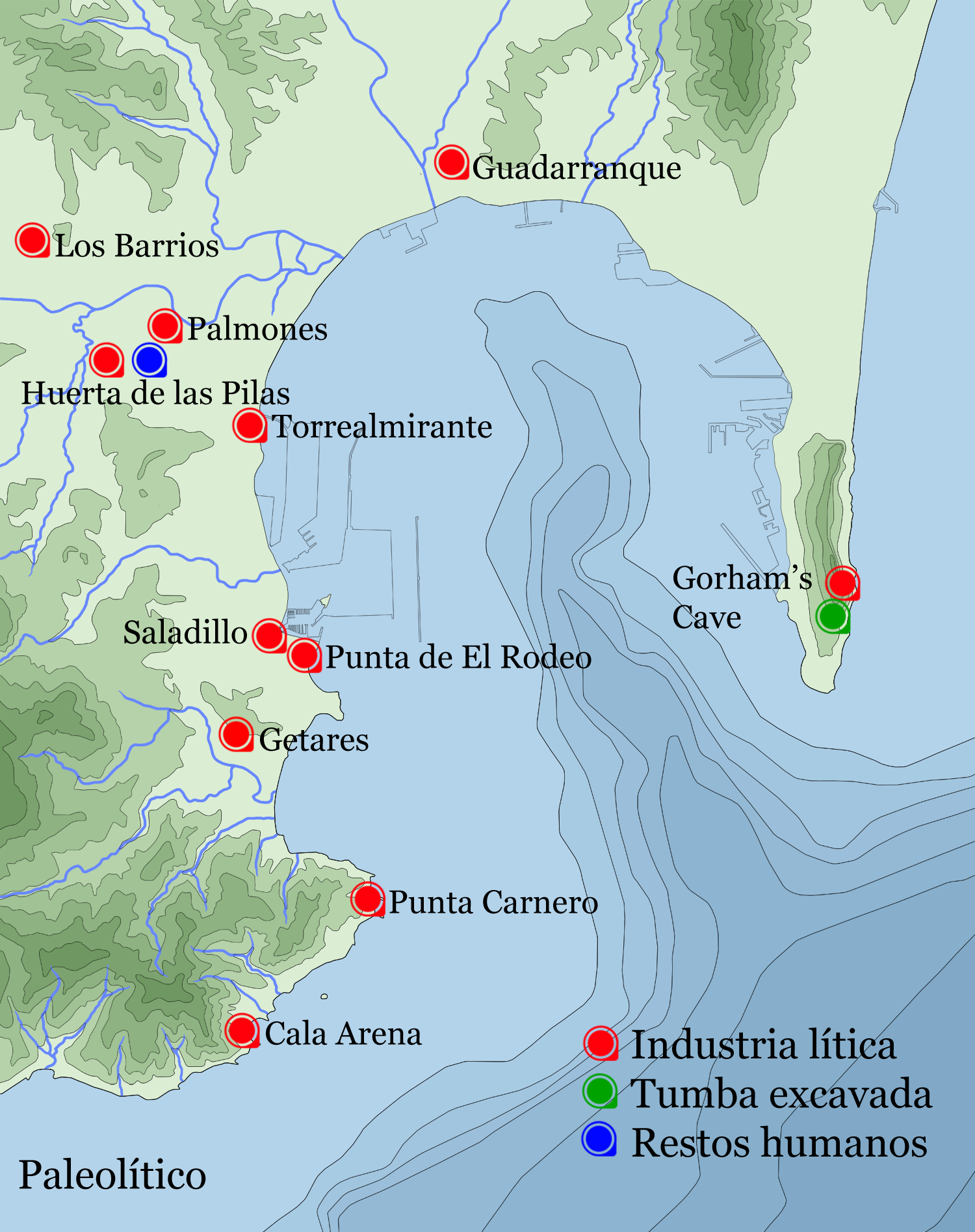
Principales yacimientos paleolíticos.

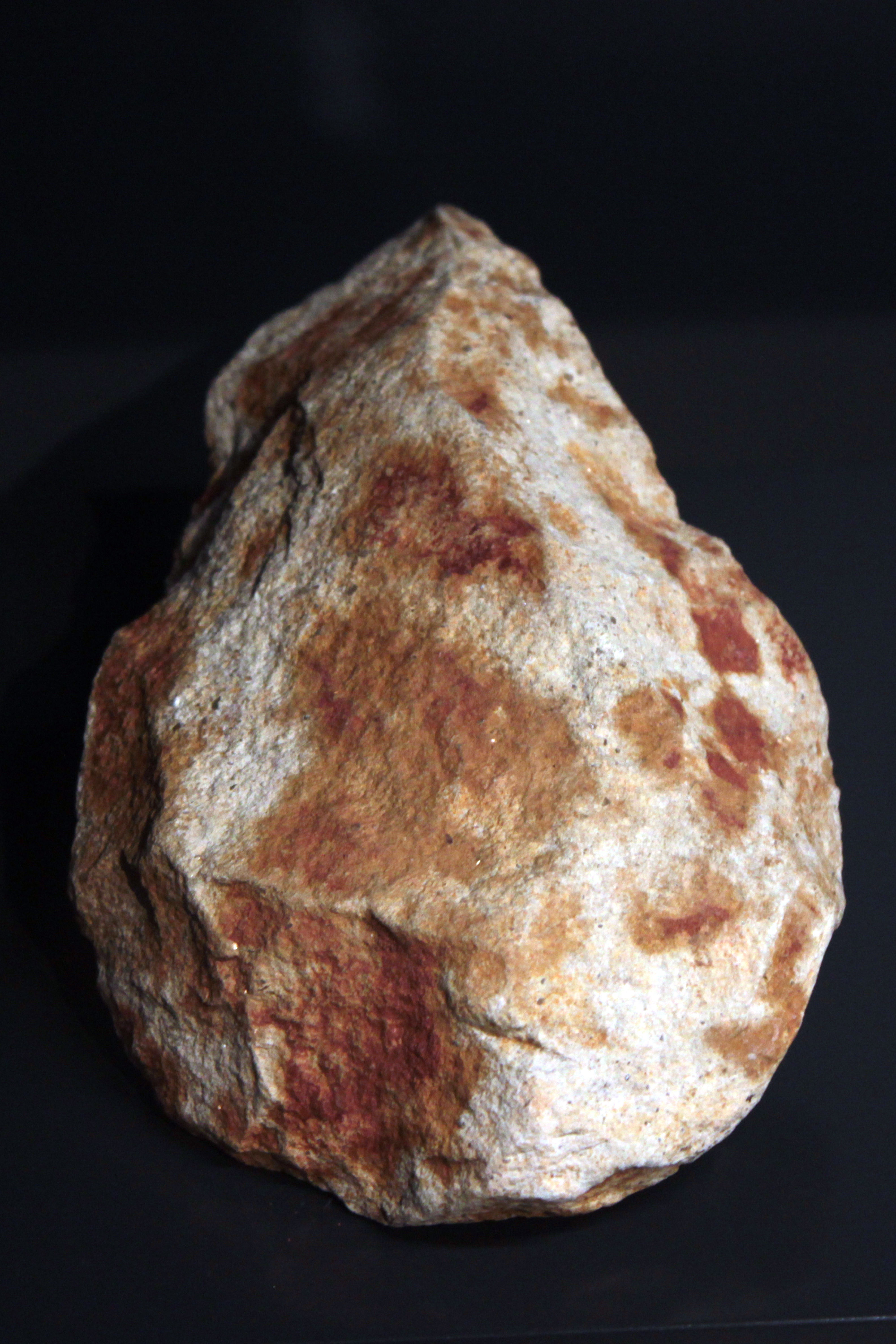
Bifaz de Modo II correspondiente al yacimiento del río Palmones depositado en el Museo municipal de Algeciras.

La presencia humana más temprana en la bahía de Algeciras ha sido constatada por diversos hallazgos arqueológicos de herramientas líticas pertenecientes al tecnocomplejo Achelense (o Modo 2), datadas en el Pleistoceno medio. Esta tecnología, de muy amplia distribución temporal (desde hace 600 000 años hasta hace 125 000 años con el comienzo del uso de la tecnología Musteriense por parte de Homo neanderthalensis), era empleada por bandas de cazadores recolectores que utilizaban los cursos fluviales para sus desplazamientos y zonas cercanas a la costa. Son varios los yacimientos de Modo 2 que destacan dentro del contexto geográfico por su abundancia de materiales, fundamentalmente los realizados en las terrazas del río Palmones (los yacimientos del Calvario de las Tres Marías, Altos de Ringo Rango, Lazareto 1, Huerto Castillo, El Chaparral o Moheda Conejo), en Getares, Cerro del Prado, punta Mala, los llanos de Torrealmirante o Gorham's Cave.
No se han hallado hasta el momento restos óseos de los homínidos que utilizaban esta industria asociados a los yacimientos ni en la bahía de Algeciras ni en su entorno geográfico más cercano si bien por equivalencia con otros restos de la península ibérica éstos debían corresponderse con el Homo heidelbergensis, considerado actualmente como especie de transición entre Homo ergaster y Homo neanderthalensis.

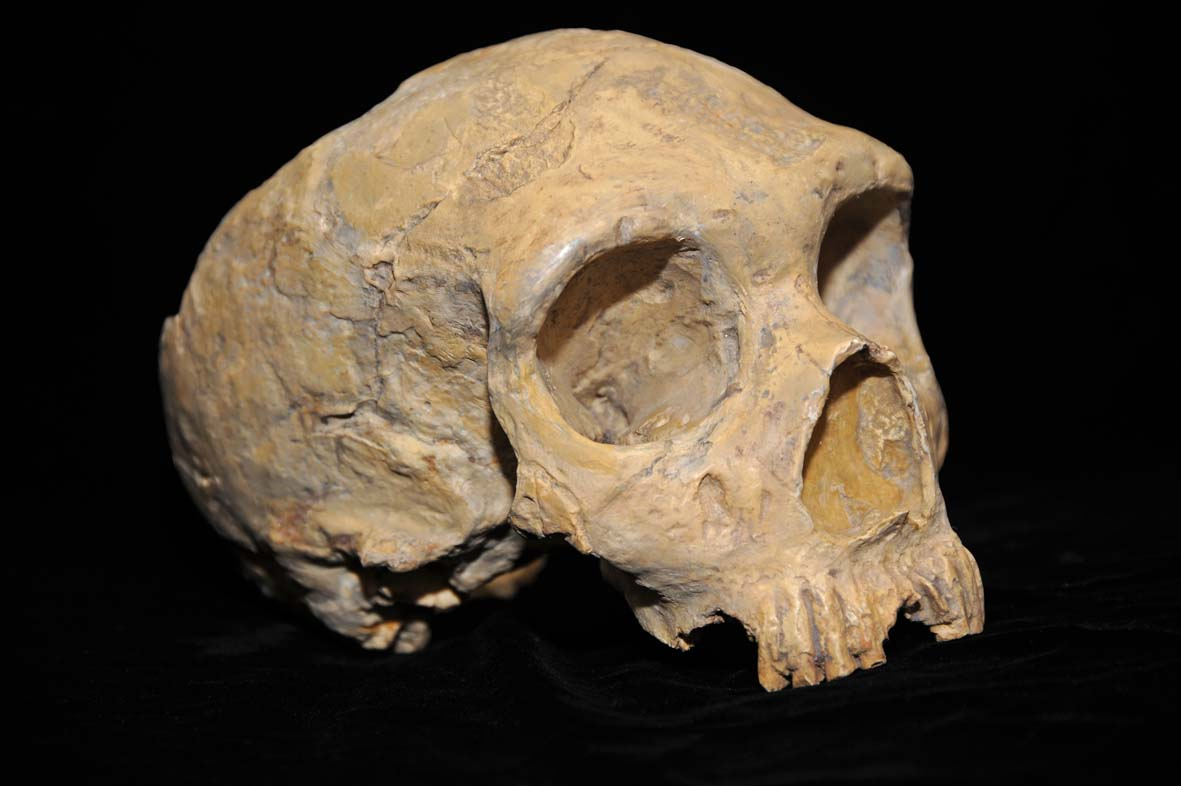
Cráneo neandertal denominado Gibraltar 1 localizado por Edmund Henry Réné Flint en Forbes Quarry en 1848.

Algunos de estos hallazgos de industria lítica de Modo 2, aquellos más modernos que presentan características de transición entre esta industria y el Musteriense o Modo 3, son atribuibles ya a Homo neanderthalensis si bien los únicos restos óseos de esta especie localizados hasta el momento son los correspondientes al yacimiento de Forbes Quarry y Devil's Tower en el peñón de Gibraltar. Ambos yacimientos paleontológicos proporcionaron en 1848 (Forbes Quarry) y 1936 (Devil's Tower) sendos cráneos neandertales asociados en el segundo yacimiento a industria lítica Musteriense. Aunque no son muy habituales, han aparecido también herramientas líticas musterienses en otros yacimientos de la región, Torrealmirante y Palmones, que suelen considerarse como propias de las poblaciones neandertales.
Los primeros representantes de nuestra especie (Homo sapiens sapiens) debieron llegar a la bahía de Algeciras hace aproximadamente 30 000 años durante el periodo Solutrense como atestiguan los yacimientos de industria lítica asociada a ellos de los llanos de Torrealmirante y Gorham's Cave. A partir de este periodo los hallazgos arqueológicos se vuelven cada vez más escasos. Los registros correspondientes al Epipaleolítico y el Neolítico apenas aparecen representados en la región salvo algunas excepciones como la presencia de cerámica con decoración incisa en Gorham's Cave o los restos de un asentamiento (posiblemente una aldea dedicada a la agricultura y la ganadería) en la cantera de la Huerta de Las Pilas.

### Edad Antigua

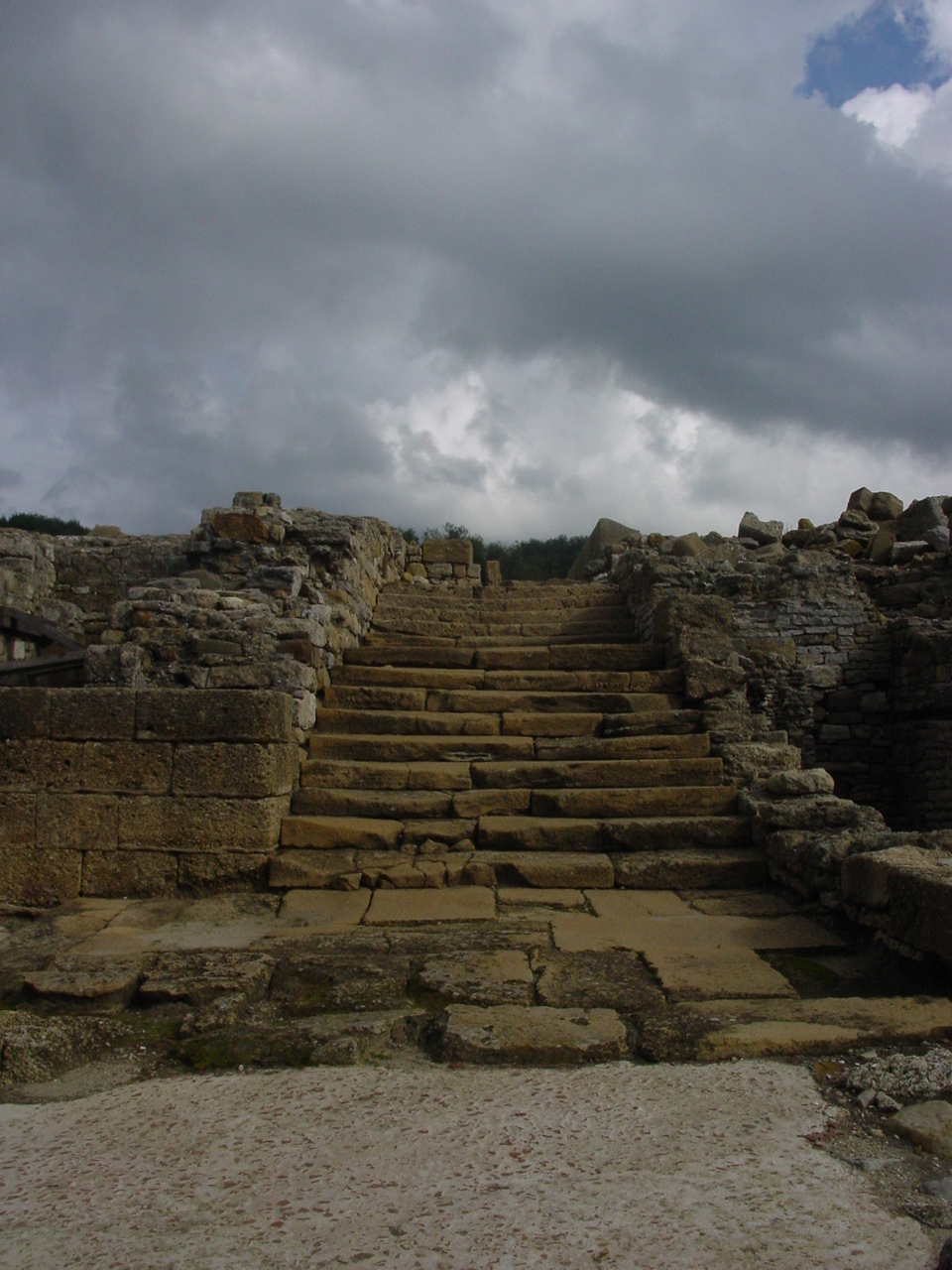
Puerta púnica de la ciudad de Carteya.

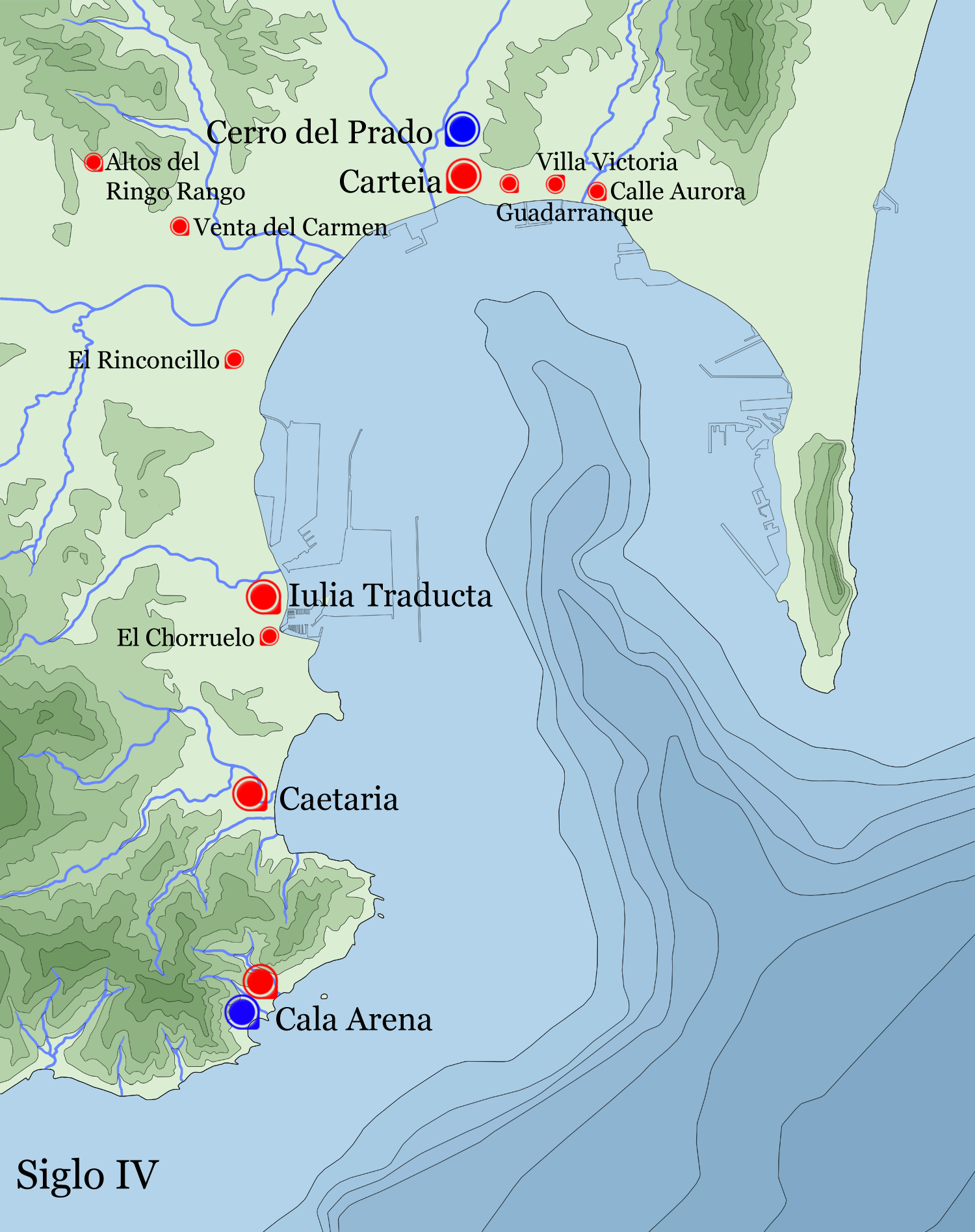
Principales yacimientos púnicos (azul) y romanos (rojo).

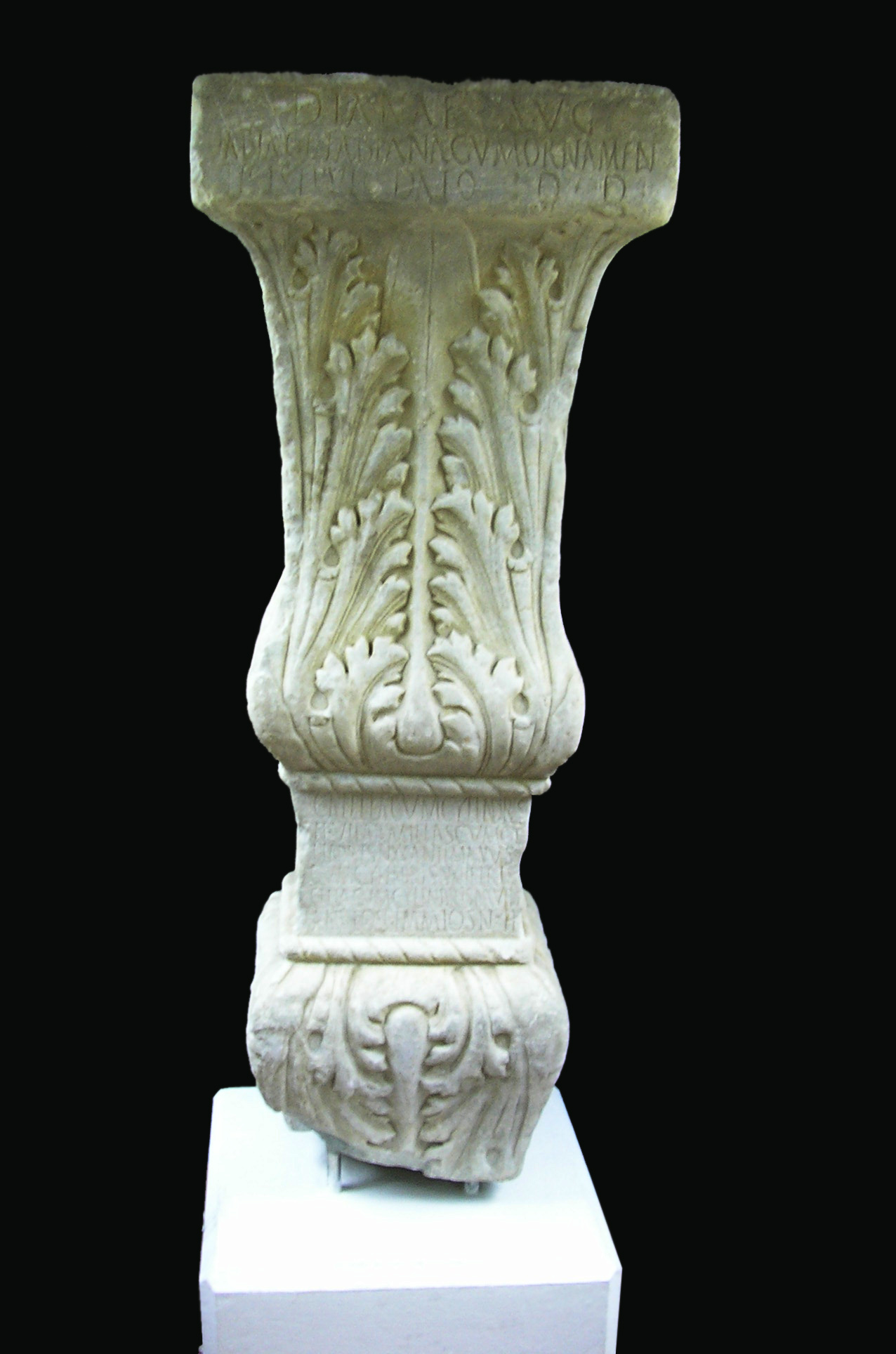
Pedestal dedicado a la diosa Diana localizado en Algeciras.

El primer asentamiento humano del que se tiene constancia arqueológica en la bahía de Algeciras es el de la colonia fenicia del Carteya. Esta ciudad, con una economía basada en la pesca y en el comercio los pueblos indígenas, fue fundada en un lugar elevado junto a la desembocadura del río Guadarranque a mediados del siglo VII a. C. La primitiva ciudad, localizada en el actual Cerro del Prado, fue abandonada en el siglo IV a. C. y trasladada a un lugar más cercano a la costa probablemente por la colmatación de la ensenada donde se encontraba y que habría inutilizado sus instalaciones portuarias.
La importancia económica y estructural de la ciudad de Carteya en el entorno de la bahía de Algeciras se mantiene con la conquista romana de la península ibérica. En el año 171 a. C. la ciudad adquiere el título de Colonia libertinorum después de que una delegación de hijos de soldados romanos y mujeres indígenas lo solicitara ante el senado de Roma.
A mediados del siglo I d. C. la preponderancia económica de la ciudad parece disminuir mientras toma mayor importancia otra ciudad situada en el arco de la bahía, Iulia Traducta, con un importante complejo de elaboración de garum y otros productos. Esta ciudad, localizada en la desembocadura del río de la Miel, fue fundada entre los años 33 y 27 a. C. con parte de la población de la ciudad norteafricana de Zilis y veteranos de la segunda guerra civil de la República romana. Con esta fundación el emperador Octavio pretendía crear una ciudad leal a su persona frente a una Carteya que había apoyado a su adversario Pompeyo.
La economía de la región continúa basándose en la pesca y en la elaboración de productos derivados del mar. Aparte de las dos ciudades ya citadas de Carteya e Iulia Traducta son varios los asentamientos de la costa con instalaciones relacionadas con estas actividades. Se conoce la presencia de alfares en la playa de El Chorruelo, El Rinconcillo, Venta del Carmen, Altos de Ringo Rango, Campamento y Punta Mala y de factorías en Villa Victoria y Getares. La factoría de Villa Victoria localizada a un kilómetro de Carteya y muy ligada a esta ciudad tuvo una actividad muy importante en época altoimperial llegando a poseer instalaciones para la fabricación de tintes en el siglo IV. En Getares se situaría la factoría de Caetaria nombrada ya por Ptolomeo en el siglo II y cuyos restos de piletas de salazones permanecen a la espera de intervenciones arqueológicas.

### Edad Media

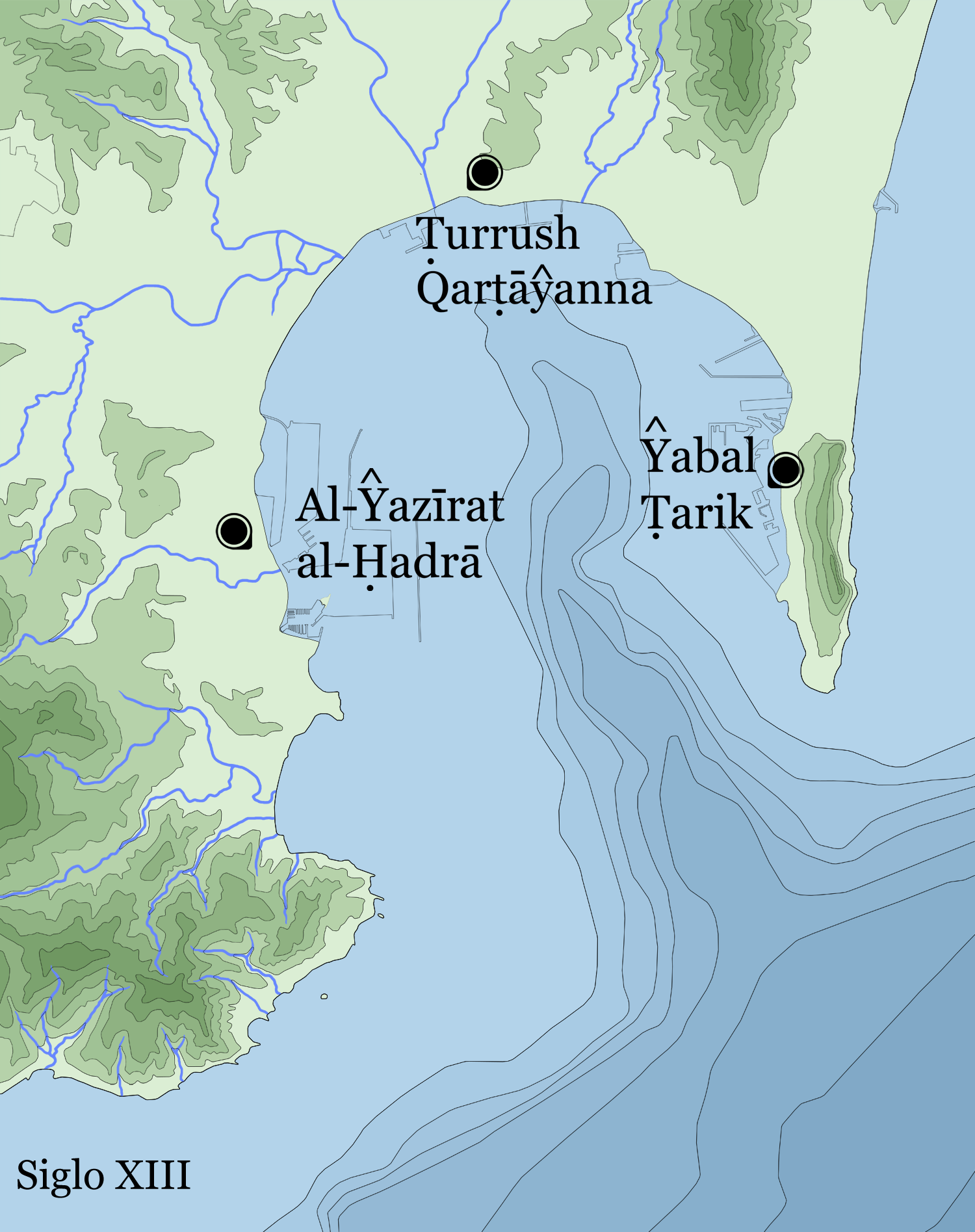
Situación de las poblaciones en el.

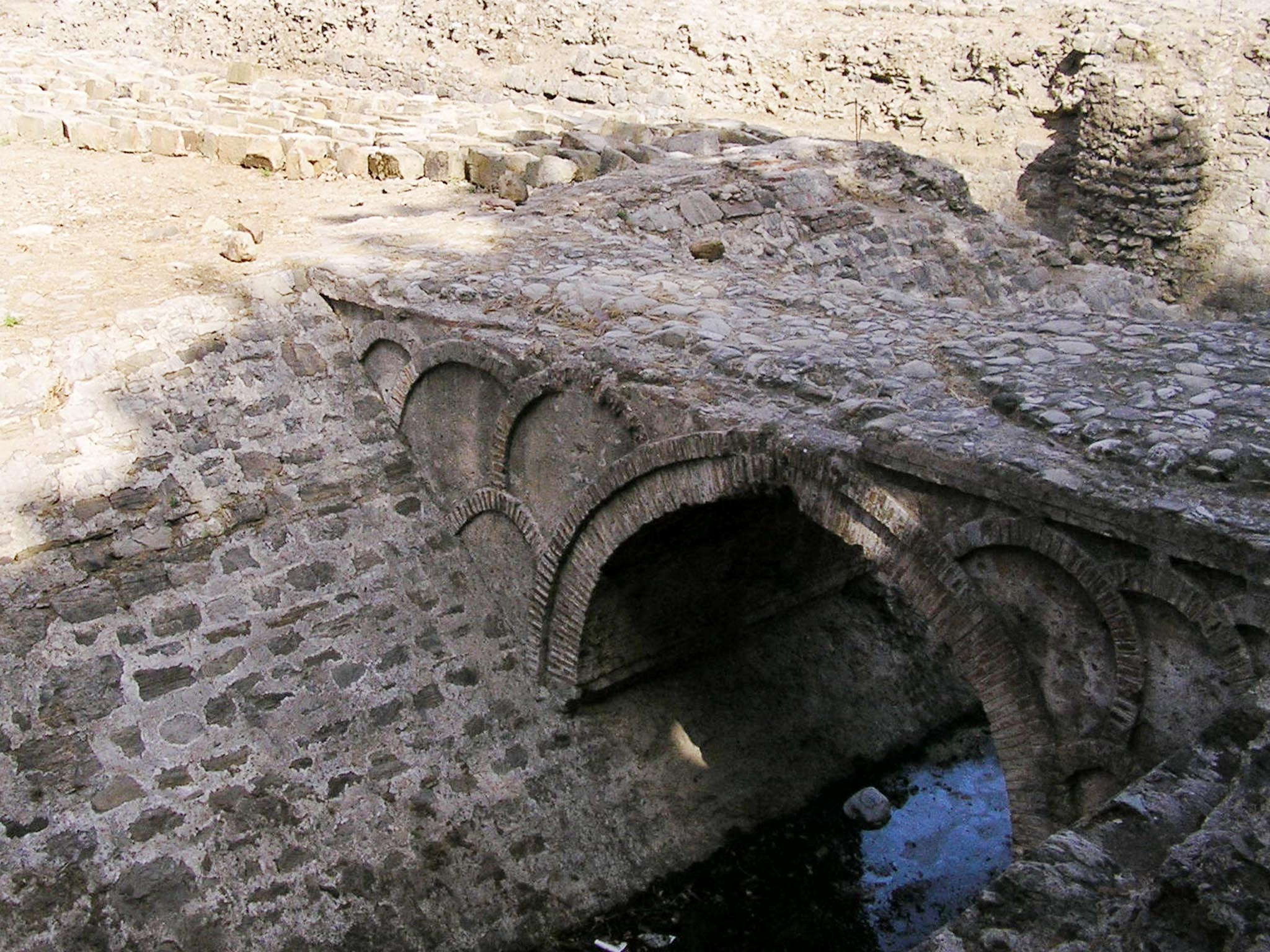
Puente de acceso a la villa norte de Al-Yazirat al-Hadra en el Parque arqueológico de las murallas meriníes de Algeciras.

Con la caída del Imperio romano desaparece toda organización política en la región. En el año 419 se produce el paso de los vándalos silingos a través del estrecho de Gibraltar, en el año 429 lo harán los vándalos asdingos con la subsiguiente destrucción de las ciudades costeras. Debido a la falta de ocupación visigoda del sur de la península ibérica la bahía de Algeciras queda fuertemente deprimida y sus ciudades sufren una fuerte pérdida de población. 
A partir del año 552 la costa mediterránea es ocupada por el Imperio bizantino sin que ello significara la recuperación económica de la bahía. Se produce una ruralización del área con el traslado de parte de la población a zonas agrícolas y el abandono de las instalaciones industriales. El despoblamiento de las ciudades de Carteya e Iulia Traducta no es absoluto, conociéndose la presencia de algunas construcciones y enterramientos correspondientes a este periodo en ambas localidades.

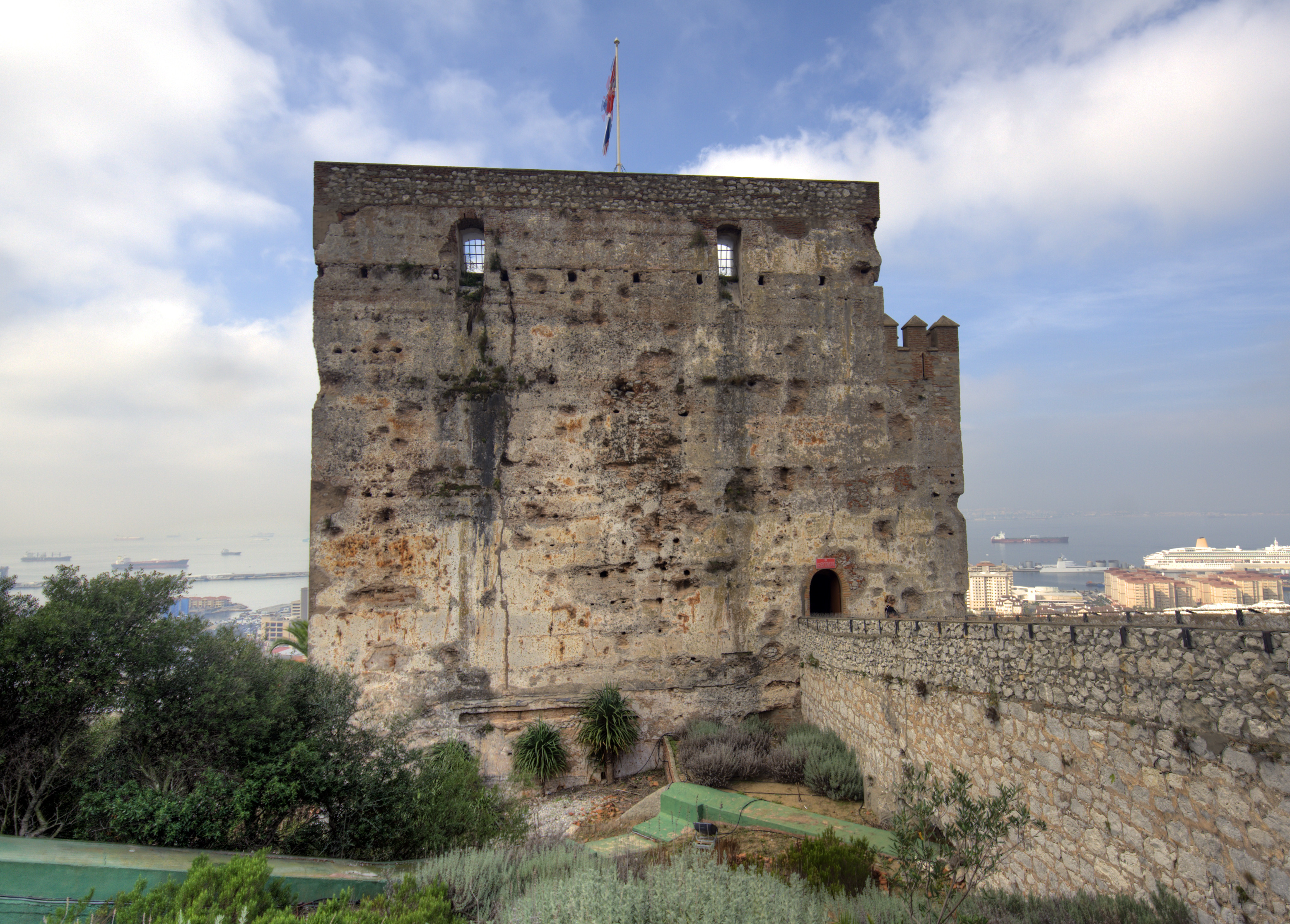
Moorish castle, la fortificación medieval de la villa de Gibraltar.

En el año 711 se produce la conquista musulmana de la península ibérica teniendo como principal escenario la bahía de Algeciras. A principio de ese año las tropas de Táriq ibn Ziyad desembarcan en el peñón de Gibraltar (llamado desde entonces Jabal Tāriq o monte de Tariq). Tras ello conquistan la ciudad de Carteya y establecen un campamento fijo en la isla situada frente a la ciudad de Iulia Traducta (llamada Al Yazirat Umm Hakim o isla de Humm Hakim) para posteriormente trasladarse a la ciudad que pasaría a denominarse Al-Yazirat Al-Hadra o la Isla Verde.
Desde el comienzo de la presencia árabe la ciudad de Al-Yazirat actuó como centro administrativo de toda la bahía como capital de una cora que abarcaba toda la actual comarca del Campo de Gibraltar, Gibraltar y parte de las comarcas aledañas. En la bahía de Algeciras aparece Al-Yazirat como única población de cierta entidad, quedando bajo su administración numerosas alquerías, incluida la antigua Carteya (llamada Turrush Qartayanna) hasta la fundación en el año 1167 de la ciudad de Madina al-Fath o ciudad de la Victoria en la actual Gibraltar por orden del rey de la taifa de Sevilla Al Mutadid sobre un castillo existente desde unas décadas antes.
En 1275 desembarcan el Algeciras las tropas benimerines de Abu al-Hasan tomando el territorio de la antigua cora. A partir de entonces la zona es escenario de la denominada batalla del estrecho de Gibraltar con el intento de conquista de las dos ciudades de la bahía por parte de la Corona de Castilla. De este modo se establecieron asedios a la ciudad de Algeciras en 1278 y 1309 siendo definitivamente conquistada por parte de Alfonso XI en 1344. La ciudad de Gibraltar fue conquistada por las tropas castellanas de Fernando IV en 1309 y reconquistada por los benimerines en 1333. Ambas ciudades fueron posteriormente reconquistadas por el Reino nazarí de Granada, Algeciras en 1369 y Gibraltar en 1374. Algeciras fue completamente destruida en 1379 quedando toda la región controlada por el Reino de Granada hasta la definitiva conquista de la plaza de Gibraltar en 1462 por las tropas de Isabel I del Reino de Castilla.

### Edad Moderna

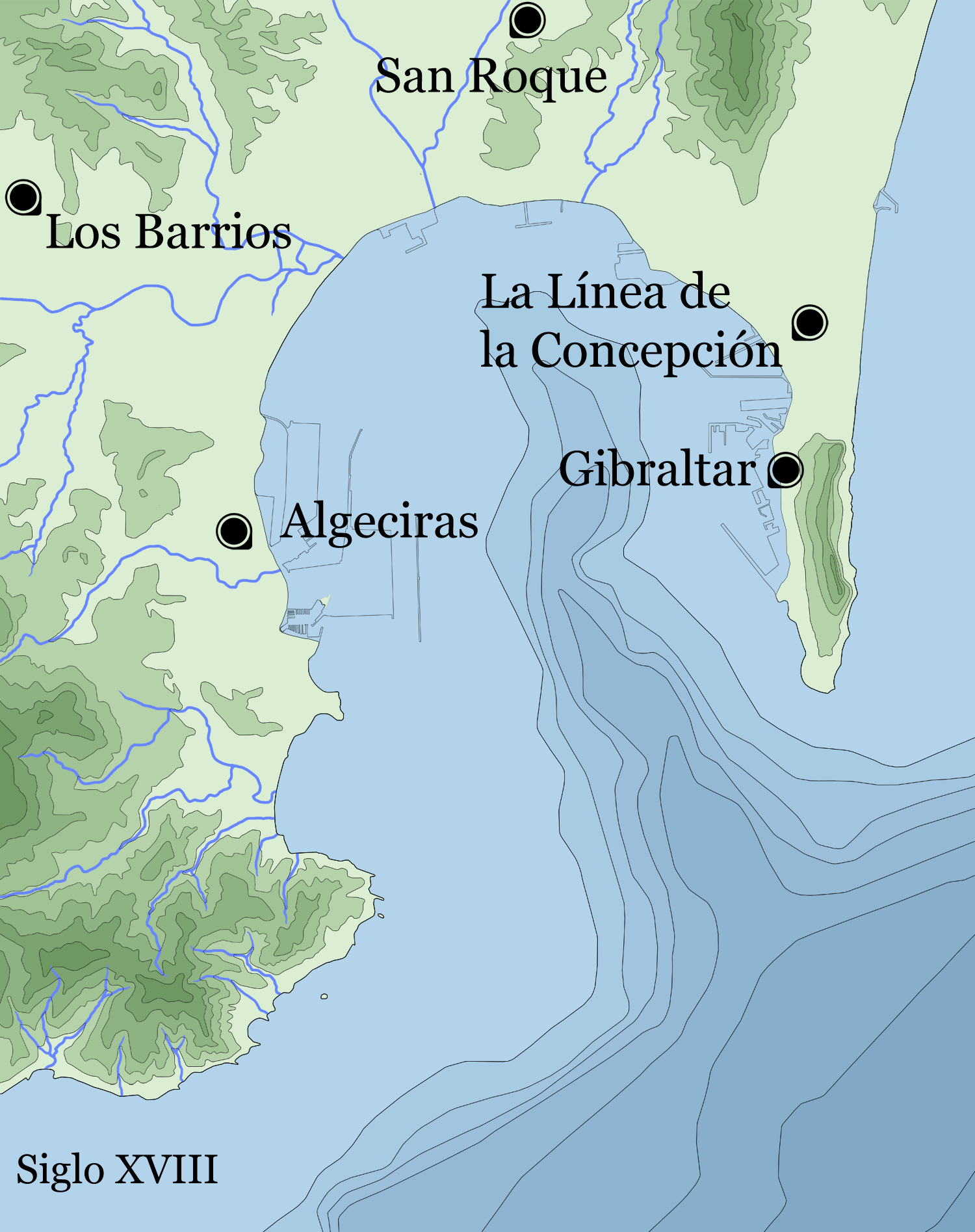
Situación de las poblaciones en el.

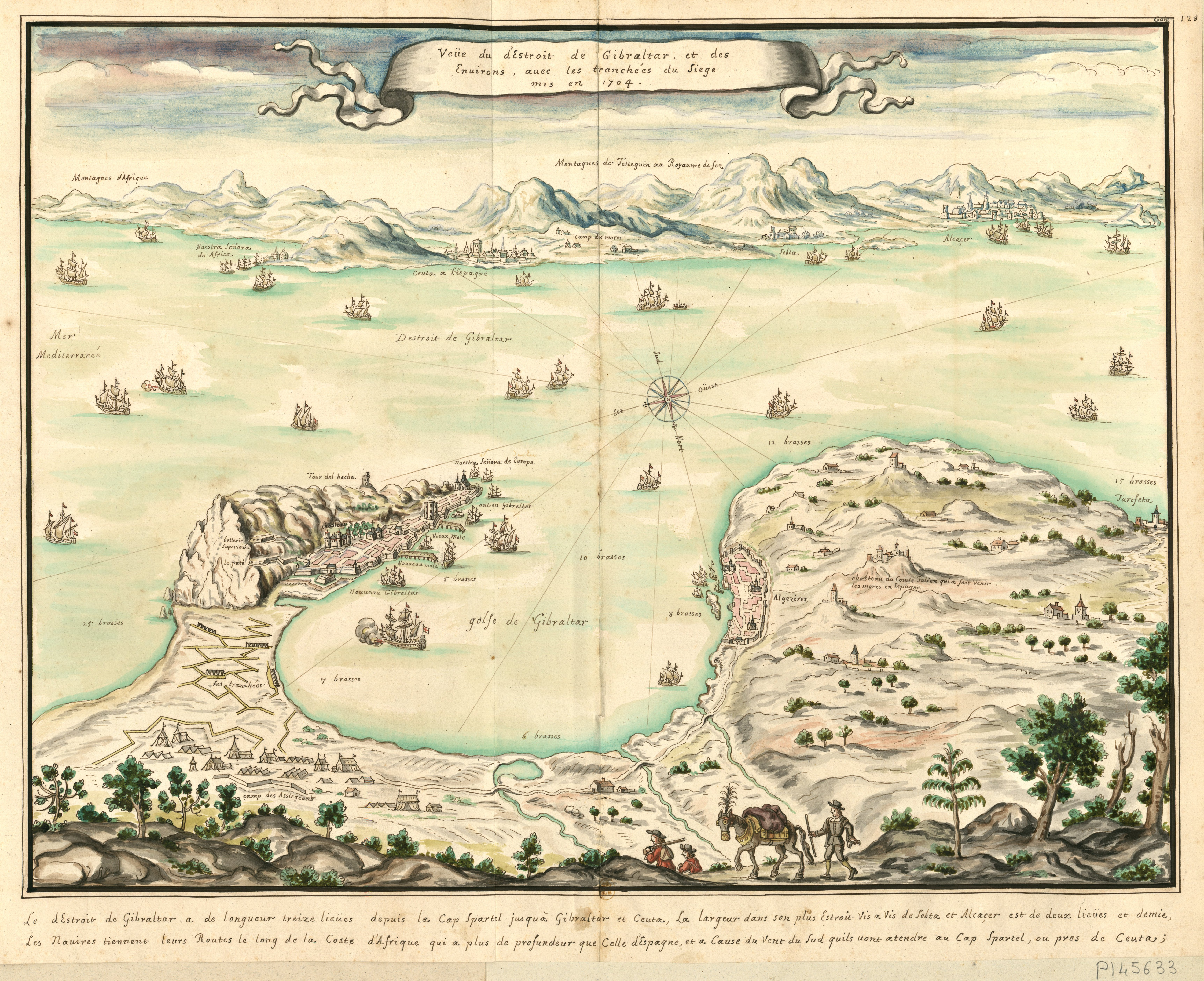
La bahía de Algeciras durante el Sitio de 1704 en la obra Veüe du d'Estroit de Gibraltar et des Environs, avec les tranchées du Siège mis en 1704 de Louis Boudan.

Tras la destrucción de Algeciras, todo su término municipal, que comprendía la bahía de Algeciras salvo el peñón, perteneció administrativamente a las ciudades de Tarifa y Jerez de la Frontera. En 1462 Enrique IV concedió la jurisdicción de los términos de las Algeciras a la ciudad de Gibraltar prorrogándose los pleitos con los cabildos de Tarifa y Jerez hasta que definitivamente en 1514 pasaron a su propiedad. La bahía de Algeciras, ahora Campo de Gibraltar por ser el término municipal de Gibraltar, permaneció como zona agrícola de esta ciudad, escasamente poblada y dividida en cortijos y haciendas de propiedad privada. 
El 1 de agosto de 1704 dentro de la Guerra de sucesión española una flota angloholandesa al mando del almirante George Rooke asediaron una ciudad de Gibraltar escasamente guarnecida. La definitiva toma de la ciudad el 4 de agosto tras la firma de la capitulación por parte del cabildo gibraltareño supuso el exilio de prácticamente toda la población de la ciudad y su establecimiento provisional en los terrenos del Campo. Las nuevas autoridades británicas de Gibraltar estimularon el asentamiento de población civil en la ciudad y aunque en los primeros años el número de británicos era escaso sí hubo una fuerte inmigración procedente de Génova, que tuvo consulado en la ciudad desde 1707 y de  judíos procedentes de Tetuán.
Los gobernantes de Gibraltar y parte de la burguesía gibraltareña en el exilio se asentaron en los alrededores de la ermita de San Roque, en una zona agrícola del interior de la bahía. Otro grupo de ciudadanos haría lo mismo en los alrededores de la capilla del cortijo de Tinoco, otra zona agrícola del interior junto a la margen derecha del río Palmones y un tercer grupo se estableció en la ermita de San Bernardo, junto a los huertos y el pequeño puerto pesquero de Algeciras. Se poblaron así tres nuevos núcleos de población en el arco de la bahía, San Roque, Los Barrios y Algeciras.

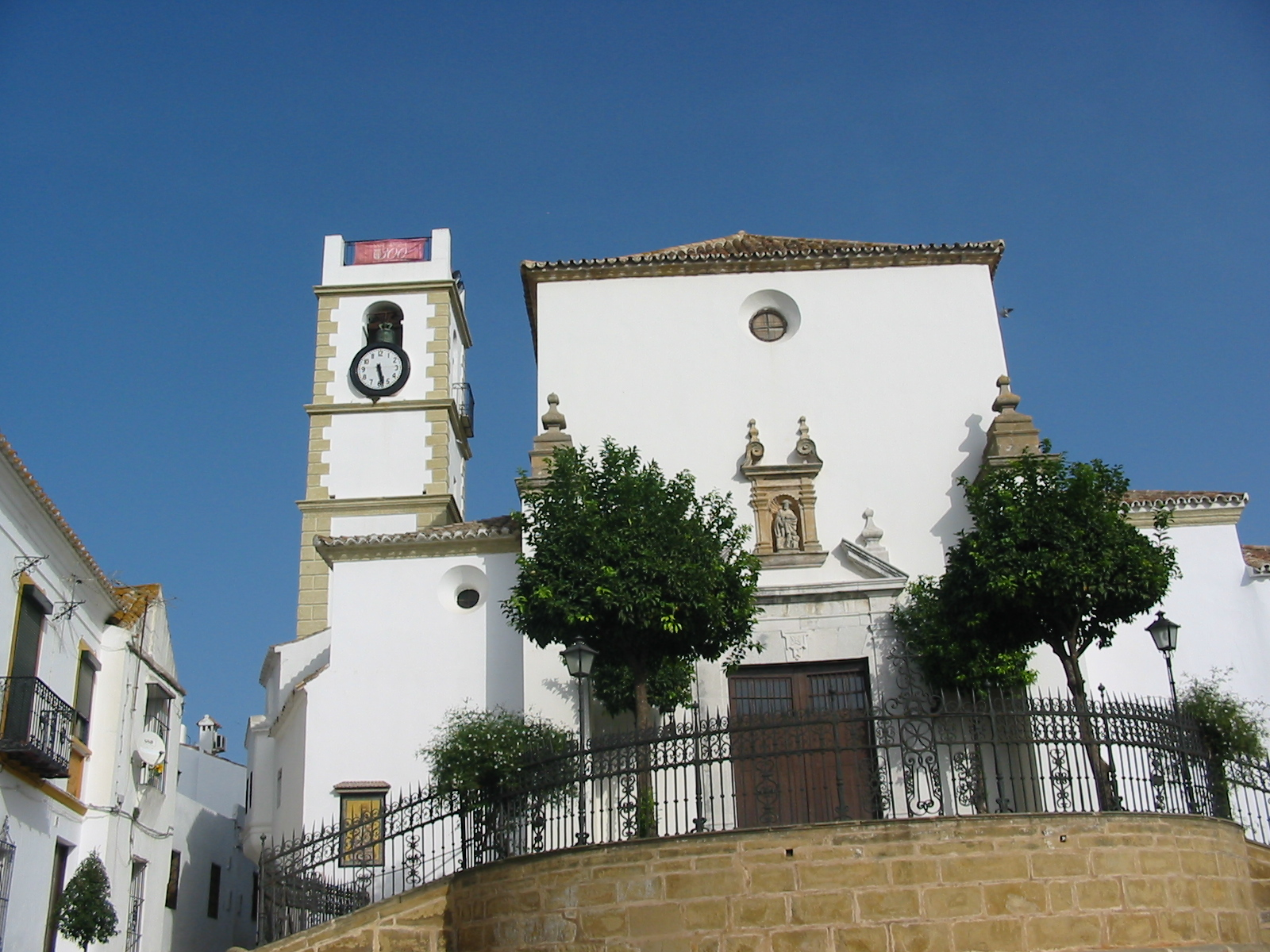
Iglesia de Santa María la Coronada de San Roque edificada en 1735 sobre la ermita que sirvió de núcleo fundacional de la ciudad.

De este modo la ciudad de San Roque se fundó oficialmente en 1706 recibiendo todos los privilegios de la pérdida ciudad de Gibraltar y tomando el título de Muy Noble y Más Leal ciudad de San Roque, donde reside la de Gibraltar. El ayuntamiento se constituyó oficialmente tras la reunión del Cabildo de Gibraltar en su Campo y Bloqueo el 18 de junio de dicho año siendo su primer regidor Rodrigo Muñoz Gallego y decidiéndose emplazar la población junto a la ermita de San Roque. Después de unos primeros años de incertidumbre sobre el destino de la ciudad de Gibraltar y sus ciudadanos en el Campo fue definitivamente en 1713 cuando mediante el Tratado de Utrecht España cedió al Reino Unido la plaza de Gibraltar. Tras ello en el Campo de Gibraltar la ciudad de San Roque heredó de esta ciudad su término municipal pasando los otros dos núcleos de población a depender de ella por Real Cédula de 14 de agosto de 1726.
Como consecuencia de esa concesión los representantes de la ciudad de Algeciras solicitaron la devolución de su antiguo término municipal al Consejo de Castilla recibiendo el cabildo de San Roque una cédula para que se cumplieran estas reclamaciones. Con la oposición a cumplir esta orden por parte del ayuntamiento sanroqueño que consideraba que las tres ciudades del Campo representaban a la ciudad de Gibraltar en el exilio y por tanto eran indisolubles dio comienzo a un pleito que terminó con una Real Cédula el 9 de febrero de 1755. Esta orden, propiciada por las reclamaciones del Comandante general del Campo de Gibraltar Francisco de Paula Bucareli y Ursúa, constituía oficialmente los ayuntamientos de Los Barrios y Algeciras segregados del de Gibraltar-San Roque. Por Real Orden emitida de 22 de junio de 1756 se dividirían los antiguos términos de Gibraltar entre las tres poblaciones del Campo aunque manteniendo el aprovechamiento de sus montes mancomunado.

### Edad Contemporánea

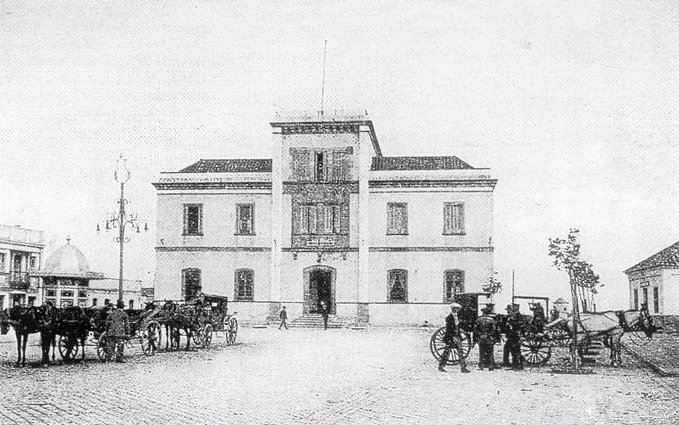
La Comandancia militar de La Línea de la Concepción en 1865.

La plaza de Gibraltar sufrió tres asedios por parte de España en 1705, 1727 y 1779. Durante el último de esos asedios, el más prolongado, se creó un amplio complejo de fortificaciones en toda la bahía. La principal fortificación fue la denominada Línea de Contravalación de Gibraltar, situada en el istmo de Gibraltar, tras la que comenzó a poblarse una nueva localidad, La línea de Gibraltar, dependiente en estos primeros años del ayuntamiento de San Roque. La guerra de Independencia española tuvo como principal consecuencia en la región el desmantelamiento de las fortificaciones que jalonaban toda su costa por parte de las tropas británicas en 1810 para evitar que cayeran en manos de las tropas napoleónicas. La destrucción de la Línea de Contravalación de Gibraltar y su posterior desmilitarización y apertura propiciaron el establecimiento de población civil en la zona favorecida por la cercanía con la ciudad británica y las posibilidades comercio con ella. El continuo trasiego de trabajadores a un lado y otro de la frontera hizo crecer rápidamente la población de la aldea de La Línea de Gibraltar que pronto solicitaría su segregación de San Roque. Esta segregación fue finalmente aprobada el 17 de enero de 1870. En la primera reunión del nuevo ayuntamiento de la ciudad se decidió dar a la ciudad el nombre de La Línea de la Concepción por ser la Virgen de la Concepción la patrona del cuerpo de Infantería española.

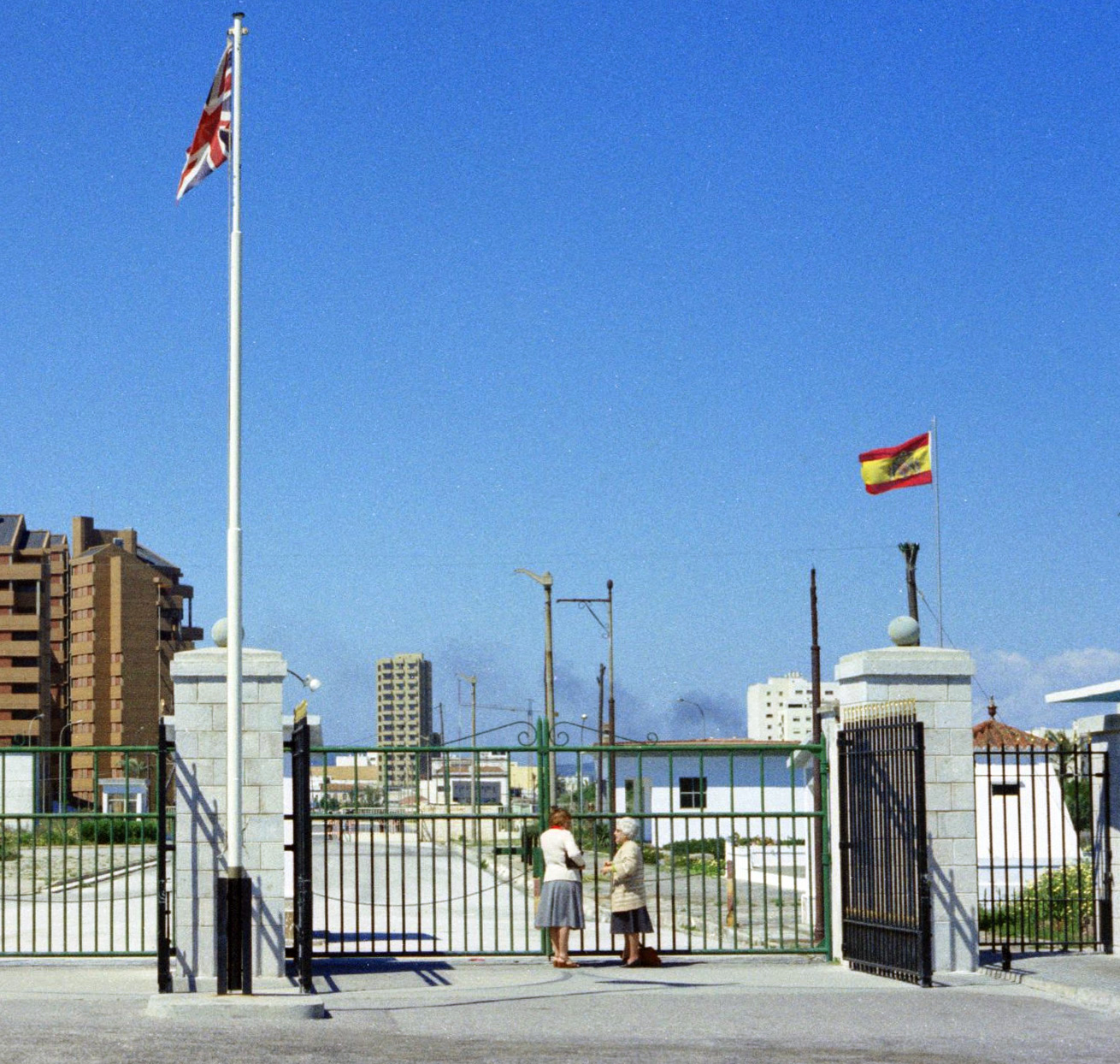
Verja de Gibraltar cerrada al paso de personas y vehículos en 1977.

La ciudad de Gibraltar fue denominada desde su toma The City and garrison of Gibraltar in the Kingdom of Spain (la ciudad y guarnición de Gibraltar en el Reino de España) careciendo de un estatus determinado hasta 1830. Ese año adquiere el estatus de colonia (Crown colony of Gibraltar) con una serie de derechos para sus habitantes respecto a Justicia y derechos civiles. Los representantes de la ciudad no fueron, sin embargo, elegidos por la ciudadanía hasta el 1 de diciembre de 1921 cuando mediante sufragio limitado a varones se eligieron a 4 de los 9 representantes del City Council (equivalente a un ayuntamiento). El Gobernador de la ciudad, responsable de todo el proceso legislativo y el Comandante de la guarnición seguían siendo nombrados por la Corona británica. Esta situación vino a cambiar en 1946 cuando el Reino Unido registró a Gibraltar ante la ONU como territorio no autónomo dependiente del Reino Unido. Se creó un Consejo Ejecutivo y un Consejo Legislativo que daba mayor autonomía a sus habitantes y que se ampliaría en 1964 con la creación de la figura del Ministro principal de Gibraltar. En 1968 tras una resolución de la Organización de Naciones Unidas la ciudad fue incluida dentro de la lista de territorios en proceso de descolonización estableciéndose una serie de directrices para resolver el conflicto con España. El 30 de mayo se aprobó en referéndum un Estatuto Autónomo para Gibraltar, la Constitución de Gibraltar, que reconocía el derecho de sus habitantes a decidir sobre la soberanía del territorio. La reacción del jefe de Estado español, Francisco Franco, fue cerrar toda comunicación entre la península y la ciudad suprimiéndose el paso por la frontera de La Línea de la Concepción y los ferris con Algeciras el 7 de junio de 1969.

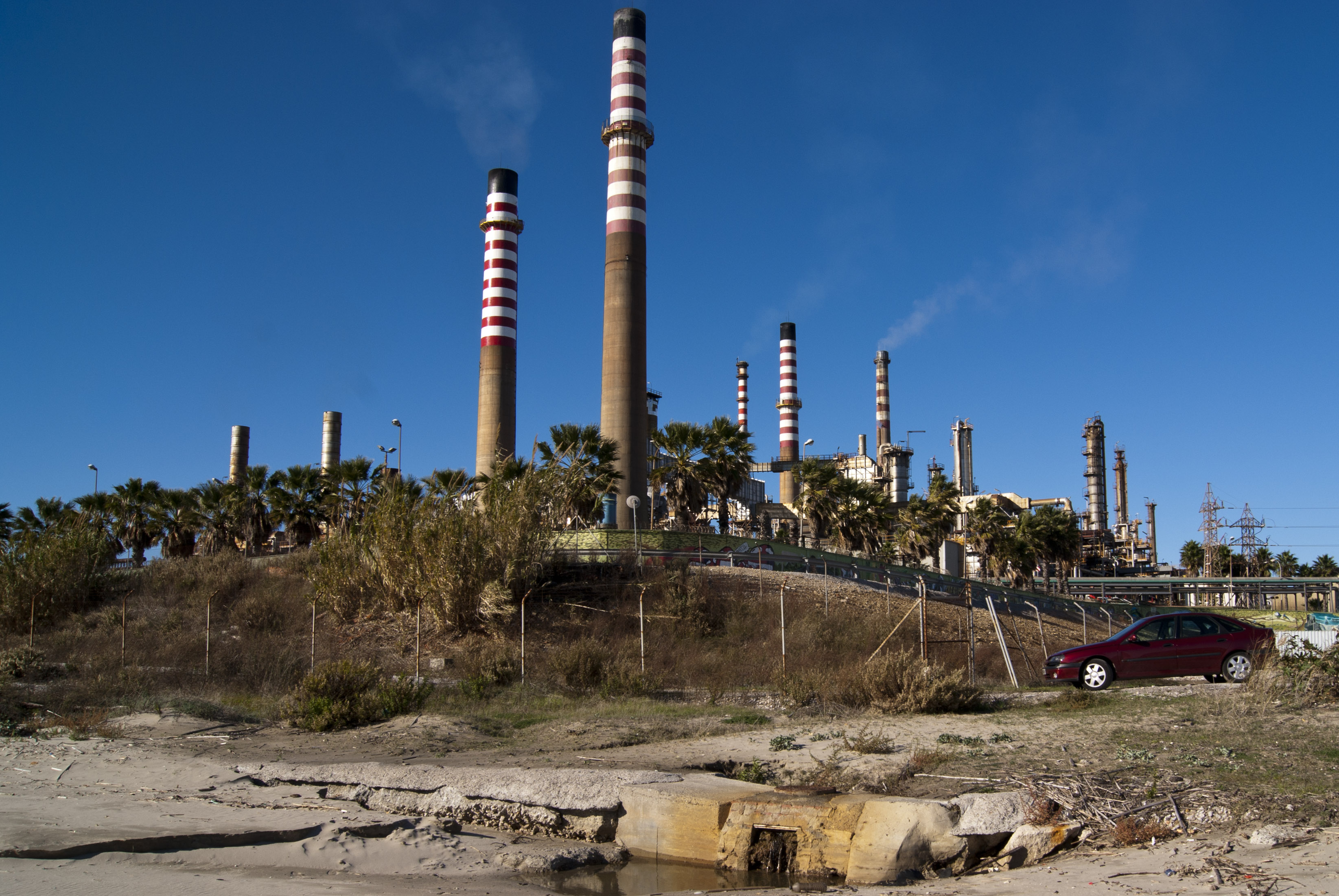
Refinería Gibraltar-San Roque.

La repercusiones económicas y demográficas en las ciudades del entorno de la bahía tras el cierre de la frontera no se hicieron esperar registrándose un descenso de población del 2,72 % y perdiéndose en sólo un año (entre 1969 y 1970) un total de 8371 habitantes en el Campo de Gibraltar debido a que gran parte de su economía estaba sustentada por el comercio con la ciudad de Gibraltar. Unos años antes, en 1965, la bahía de Algeciras había sido declarada Zona de Preferente Localización Industrial tras la promulgación el 28 de octubre de 1965 del Plan Comarcal de Desarrollo Económico y Social del Campo de Gibraltar. Este plan, con el objetivo de potenciar la creación de un tejido industrial en la zona, permitió el establecimiento de un importante complejo de polígonos industriales y la ampliación de las instalaciones portuarias de Algeciras, La Línea y las industrias que vendría a ser en las décadas posteriores hasta la actualidad el motor económico de las poblaciones españolas de la bahía de Algeciras. La comunicación entre las ciudades de la Bahía y la ciudad de Gibraltar se restablecieron el 9 de diciembre de 1982 tras la promulgación de la Declaración de Lisboa el 10 de abril de 1980 en la que los gobiernos de España y el Reino Unido se comprometían a resolver el problema de Gibraltar en un ambiente de cordialidad.

### Núcleos urbanos e instalaciones portuarias

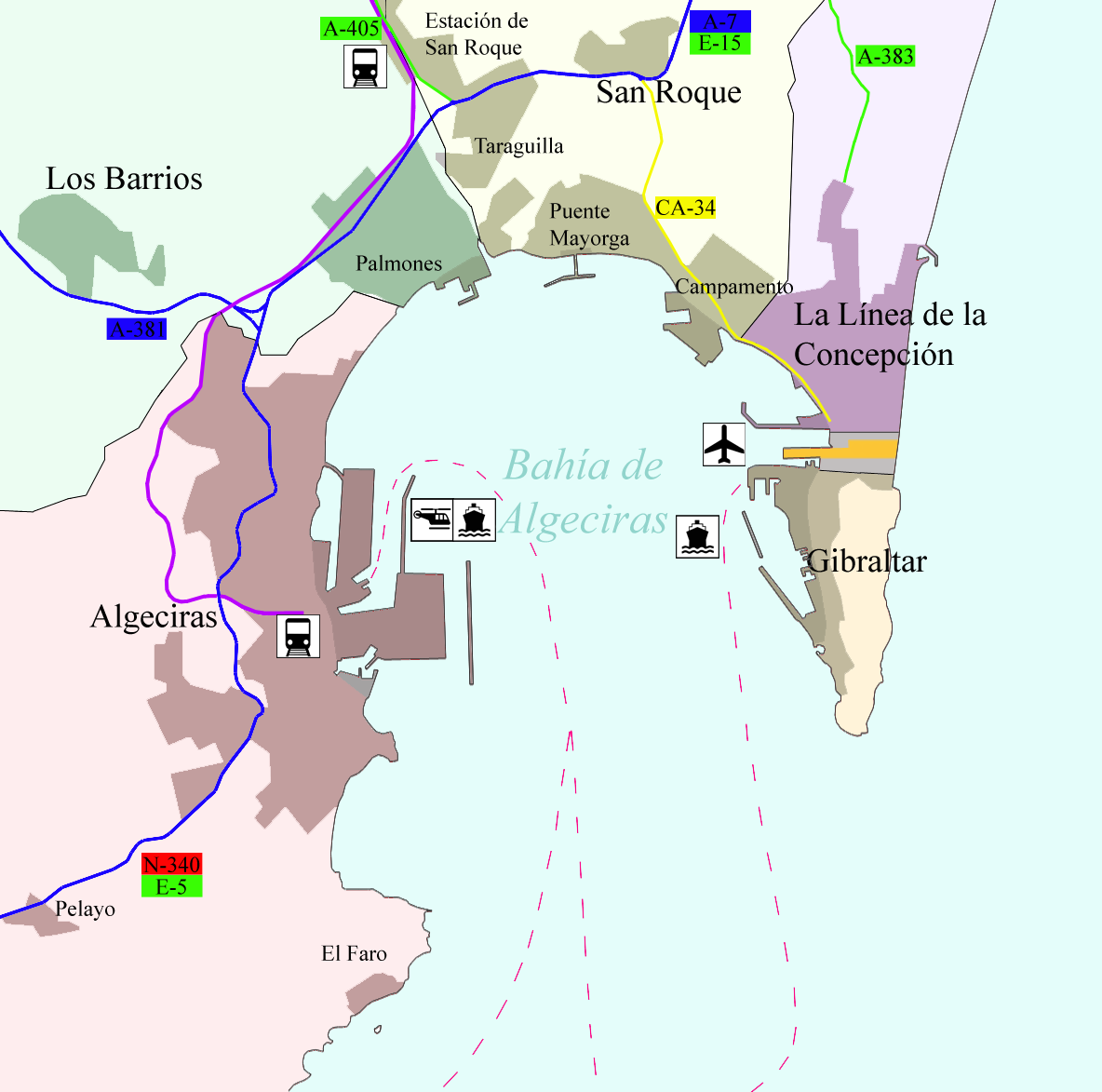
Situación de los núcleos urbanos e infraestructuras en la bahía de Algeciras

En la actualidad todo el arco de la bahía de Algeciras se encuentra ocupado por los núcleos urbanos de Algeciras, Los Barrios, San Roque, La Línea de la Concepción y Gibraltar con una población superior a los 250 000 habitantes. Las ciudades españolas de la bahía pertenecen administrativamente a la comarca del Campo de Gibraltar junto a las localidades de Jimena de la Frontera, Castellar de la Frontera y Tarifa. Junto a estas mismas ciudades forman el Área metropolitana de la bahía de Algeciras estando el 90 % de su población (unos 235 000 habitantes) en los entornos de la bahía. Esta aglomeración urbana es identificada en su Plan de Ordenación del Territorio (P.O.T.) como nodo estratégico de Andalucía, principalmente para las relaciones exteriores, situándose dentro del primer nivel del sistema de ciudades de la comunidad. Urbanisticamente se articula alrededor de las antiguas carreteras N-340 y N-351, hoy A-7 y CA-34. A lo largo de esta vía de comunicación aparecen, de sur a norte y en sentido horario, en el término municipal de Algeciras la barriada de Pelayo y el núcleo principal de la ciudad, en el término municipal de Los Barrios el núcleo principal y las barriadas de Puente Romano, Palmones, Los Cortijillos y Guadacorte, en el término municipal de San Roque además de su centro urbano las barriadas de Taraguilla, Estación de San Roque, Miraflores, Guadarranque, La Colonia, Puente Mayorga y Campamento y la ciudad de La Línea de La Concepción. La organización del territorio es policéntrica actuando las localidades de Algeciras y La Línea de la Concepción como núcleos estructurales de mayor importancia.
La ciudad de Gibraltar es oficialmente un Territorio británico de ultramar, posee un gobierno propio y no está administrado por el Reino Unido aunque se encuentra asociado a este país y delega en él la Defensa, Relaciones Exteriores y Relaciones Comerciales. Posee una población de 29 752 habitantes en un territorio de 6,8 km².

| Algeciras                 | 116 917 habitantes | 1361,08 hab/km² | 44,11 % |
| La Línea de la Concepción | 64 704 habitantes  | 2479,08 hab/km² | 24,42 % |
| San Roque                 | 30 516 habitantes  | 217,97 hab/km²  | 11,51 % |
| Gibraltar                 | 29 752 habitantes  | 4328 hab/km²    | 11,22 % |
| Los Barrios               | 23 141 habitantes  | 69,84 hab/km²   | 8,73 %  |
| Total                     | 265 030 habitantes |                 |         |

Las aguas de la bahía pertenecen administrativamente al Estado español si bien el Gobierno de Gibraltar reclama la territorialidad de sus aguas circundantes. Esta reclamación contradice, según el gobierno español, el tratado de Utrecht de 1713 por el que España cedía a Gran Bretaña la ciudad y puerto de Gibraltar y las aguas interiores de dicho puerto sin conceder territorialidad alguna sobre la bahía de Algeciras. El gobierno del Reino Unido aduce, por su parte, que la cesión de un territorio implica necesariamente la cesión de sus aguas jurisdiccionales. De cualquier forma existen dos activos puertos en la bahía de Algeciras, el puerto de Gibraltar y el puerto de Algeciras.
El tráfico marítimo registrado en la zona pasa por ser uno de los más intensos de todo el Mediterráneo tanto en el movimiento de mercancías (graneles sólidos y graneles líquidos), como de combustible o de pasajeros. El puerto de Gibraltar, administrado por la Autoridad portuaria de Gibraltar desde 2005, tiene como principales actividades el trasvase de combustible (bunkering) y el atraque de cruceros turísticos. Dentro de sus instalaciones destaca el Muelle Norte que ocupa el frente del centro histórico de la ciudad poseyendo una longitud de atraques de 2300 m y el Muelle Sur que posee casi 1000 m de atraques. Ambos muelles tienen capacidad para el atraque de cruceros, barcos de mercancías y petroleros. La principal actividad del puerto de Gibraltar es el trasvase de fuel llegando en 2009 a las 4,7 millones de toneladas de combustible trasvasado. Destacan también las instalaciones destinadas específicamente a actividades de ocio disponiendo de tres puertos deportivos Queensway Quay, Marina Bay en la cara occidental del peñón y Ocean Village en la cara oriental.

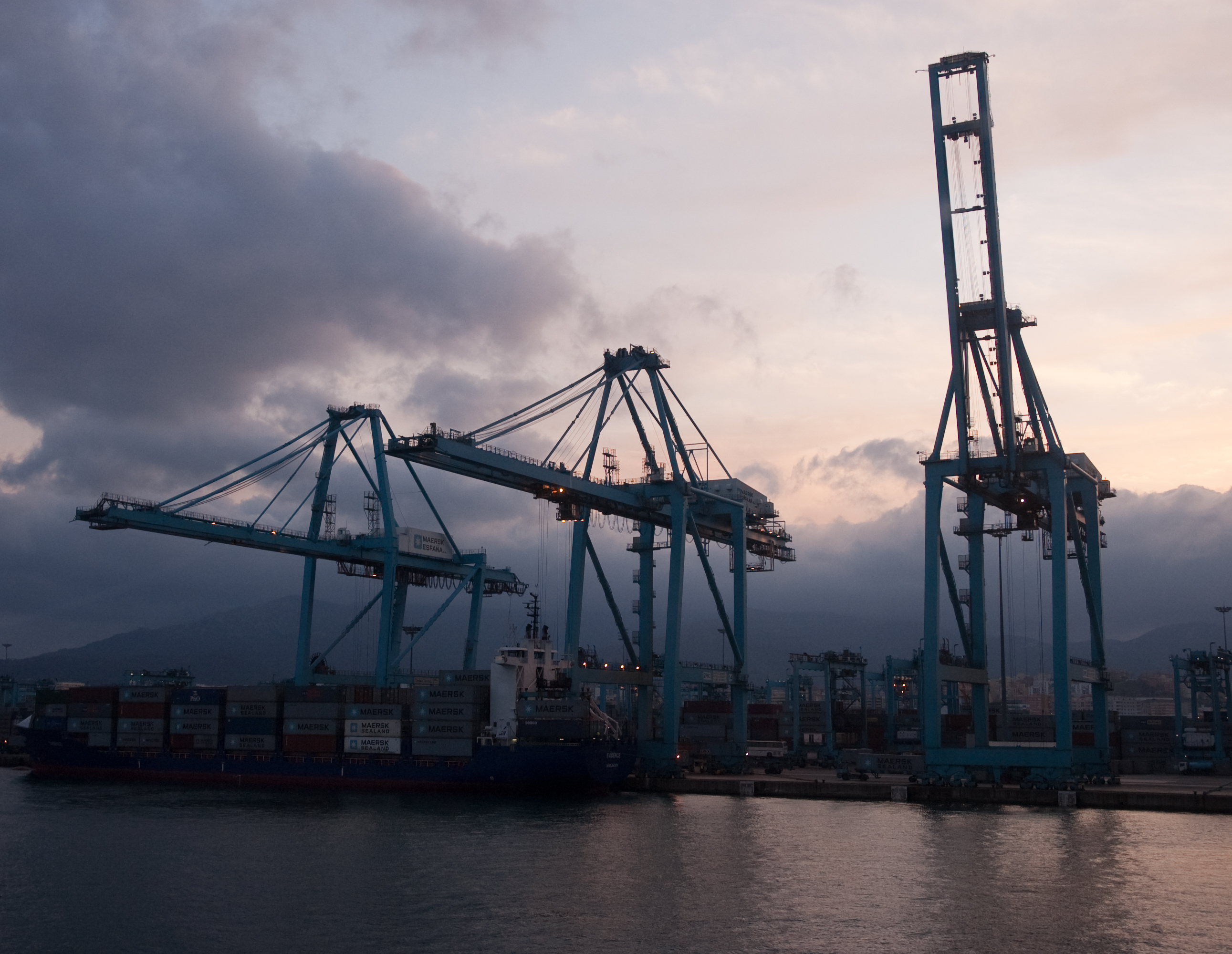
Muelle de Juan Carlos I del puerto de Algeciras.

Los puertos de Algeciras, La Línea y las instalaciones de Crinavis, Refinería y Campamento se agrupan bajo la denominación de Puerto de la Bahía de Algeciras siendo administradas por la autoridad Portuaria de la Bahía de Algeciras. Estas instalaciones conforman el primer puerto del Mediterráneo en tráfico total de mercancías moviendo en 2012 un total de 89 millones de toneladas. Realiza también actividades de bunkering suministrando en 2012 unas 3,06 millones de toneladas de fuel. Su actividad en el tráfico de pasajeros, con líneas regulares con las ciudades de Ceuta y Tánger, es también notable con un total cercano a los 5 millones de pasajeros durante 2012 (junto al puerto de Tarifa que también pertenece a la Autoridad Portuaria). El tráfico de contenedores se realiza en los muelles de Isla Verde exterior (de 30 hectáreas de superficie) y Juan Carlos I (con 686 132 m² de superficie) del puerto de Algeciras. Posee instalaciones en las principales industrias de la bahía, el pantalán y la monoboya de la Refinería Cepsa, el muelle de Acerinox, el pantalán C.H.S. y el puerto de Endesa que se complementa con el muelle de Campamento que posee astilleros para proyectos singulares. Son dos los puertos deportivos gestionados por la Autoridad portuaria, el Alcaidesa Marina en La Línea de la Concepción con 624 atraques para embarcaciones de recreo y la dársena del Saladillo en Algeciras que posee 800 amarres.